# Daimler Motor Company

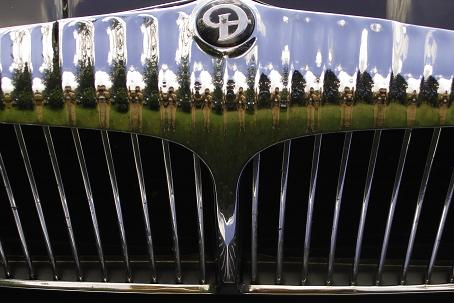
Geriffelter („fluted“) Kühlergrill eines Daimler Double Six mit Daimler-Signet

Die Daimler Motor Company wurde 1896 von Frederick Richard Simms in Coventry gegründet, um den Nutzfahrzeugbau aufzunehmen. Die vorherige Beteiligungs-Gesellschaft Daimler Motor Syndicate, die 1893 gegründet wurde, gilt als Beginn der britischen Automobil- und Nutzfahrzeugindustrie. Schon 1891 erwarb F. R. Simms die Lizenz für Herstellung und Verkauf des Daimler-Motors in Großbritannien und weiten Teilen des Commonwealth of Nations. 1904 zwang Kapitalmangel zur Neugründung des Unternehmens unter demselben Namen: Daimler Motor Company Limited. Im September 1910 wurde das Unternehmen als Daimler Company Limited ein Teil der BSA-Gruppe. Am 29. Mai 1960 übernahm Jaguar das Unternehmen und nutzte die Namensrechte, die seitdem mehrmals den Besitzer wechselten.

## Geschichte
Per 18. Februar 1891 konnte Frederick R. Simms von Gottlieb Daimler die Lizenz am schnelllaufenden Verbrennungsmotor für England und das British Empire (später Commonwealth) mit Ausnahme Kanadas erwerben. Am 26. Mai 1893 gründete Simms ein Unternehmen mit dem Namen Daimler Motor Syndicate. Im Vorstand war auch Gottlieb Daimler, der zusammen mit Simms im Vorstand der deutschen Daimler-Motoren-Gesellschaft (DMG) saß. Im mittelenglischen Coventry wurde von Simms und Harry Lawson am 14. Januar 1896 die Daimler Motor Company gegründet. Über die Daimler Motor Syndicate Ltd. organisierte am 1. Oktober 1896 der Anteilseigner Frederick R. Simms mit Otto Mayer den ersten DMG-Lastkraftwagen mit Verbrennungsmotor für den Verkauf, um ihn in London als Nutzfahrzeug für den Straßentransport einzuführen.
Die Daimler Motor Syndicate kam infolge knapper Finanzmittel 1904 in Schwierigkeiten und musste am 8. Dezember 1904 als Daimler Motor Company (1904) Ltd. neu gegründet werden. Maßgeblicher Ingenieur war bereits seit 1902 der US-Amerikaner Percy Martin. Die ab 1908 wegen ihrer Geräuscharmut bei Daimler bevorzugte Schiebersteuerung mittels sich auf- und abbewegender Hülsen an den Zylinderwänden war eine Erfindung des US-Amerikaners Charles Yale Knight. Gleichzeitig stand Daimler das Genie des Erfinders Frederick W. Lanchester zur Verfügung. In den ersten Jahren stellte Daimler seine Konstruktionen auch anderen Automobilwerken zur Verfügung, so etwa dem neapolitanischen Unternehmen De Luca-Daimler.
Im September 1910 geriet Daimler unter die Kontrolle der BSA.
Während des Ersten Weltkriegs fertigte die Daimler Motor Company Lastwagen und Panzer sowie einige erste Flugzeugmotoren. 1926 entstand mit dem Know-how des Konstrukteurs Lawrence Pomeroy der Daimler Double-Six – der erste europäische Serienwagen mit Zwölfzylinder-V-Motor. 1930 übernahm Daimler die Lanchester Motor Company und brillierte im Jahr darauf mit der ersten Flüssigkeitskupplung im Automobilbau, so dass sich zusammen mit einem Vorwählgetriebe bereits eine Art Schaltautomatik ergab. Gleichzeitig ging Daimler bei seinen großen Typen vom V12-Motor zum Achtzylinder-Reihenmotor über, den „Straight Eight“. Die Schiebersteuerung wurde zugunsten eines konventionellen Ventiltriebs fallengelassen.
Am anderen Ende der Modellpalette etablierte sich ab Herbst 1932 der 15 HP, der sich bis zum Krieg zum DB 18 weiterentwickelte. In den 1930er-Jahren kamen einige Standardaufbauten für Daimler-Fahrgestelle von dem unabhängigen Karosseriehersteller Butlin.
Im Zweiten Weltkrieg produzierte Daimler ca. 2700 Radpanzer „Armoured Car“ und über 6600 Spähpanzer Dingo „Scout car“.
Nach dem Krieg baute Daimler den DB 18 mit 2½ Litern Hubraum, einen neuen Vierliter-Repräsentationswagen sowie den Straight Eight mit fünfeinhalb Litern Hubraum. Von letzterem entstanden einige höchst extravagante Sonderkarosserien als Blickfang für die Motor Show – beginnend mit der Green Goddess im Jahr 1948, einem schier endlos langen Cabriolet von berauschender, fließender Linienführung. Daran knüpften die außergewöhnlichen Docker Daimlers an. Extravaganzen leisteten sich der Firmenchef Sir Bernard Docker und seine frisch vermählte Ehefrau Norah auch auf dem gesellschaftlichen Parkett. Das führte dazu, dass die soeben gekrönte Königin Elisabeth II., die ohnehin eine Vorliebe für Rolls-Royce hegte, ab 1955 keine Daimler mehr für offizielle Anlässe nutzte. 1956 verlor Docker freilich seinen Chefposten bei Daimler und wurde durch Jack Sangster ersetzt.
Daimler gab sich große Mühe, trotz der begrenzten Stückzahlen die Wagen technisch weiterzuentwickeln. In den 1950er-Jahren bestand die Modellpalette aus den Reihen Consort, Conquest, Regency und DK400, die teilweise jährlich Entwicklungsschritte mitmachten. Meist gab es mehrere Karosserieversionen, darunter auch besonders elegante Empress-Varianten im Hooper-Design. Ferner folgte Daimler dem Trend in den USA (und auch bei Rolls-Royce) und ersetzte zum Ende des Jahrzehnts die bisherigen Sechszylindermotoren durch zwei moderne V8-Motoren: einen kleineren Motor mit 2548 cm³, der für die letztlich nicht verwirklichte Limousine DN 250 konzipiert war und ab 1959 im Sportwagen SP 250 erschien, sowie eine größere Version mit 4561 cm³, die den großen Limousinen Majestic Major und DR 450 Fahrleistungen ermöglichte, die man ihr bei ihrer klassisch britischen Formgebung gar nicht zugetraut hätte. Der damit verbundene Aufwand überforderte das vergleichsweise kleine Unternehmen allerdings. Am 26. Mai 1960 kaufte Jaguar die Daimler Motor Company und bezahlte dafür 3,4 Millionen Pfund an die BSA.
Der erst im Jahr zuvor vorgestellte Kunststoff-Sportwagen SP 250 wurde bis 1964 weitergebaut. Seit 1962 hatte man seinen lebhaften, modernen V8-Motor in den Jaguar Mark 2 verpflanzt und so eine moderne Daimler-Limousine namens 2½ Litre V8 geschaffen. Die ebenfalls noch recht junge Limousine Majestic Major und deren Pullman-Ausführung DR 450 wurden noch bis 1968 gebaut.
Im selben Jahr wurde der DS 420 vorgestellt, der technisch auf dem Jaguar Mark X basierte. Dieses neue Spitzenmodell wurde nunmehr auch wieder vom Königshaus zu repräsentativen Zwecken gefahren. Der DS 420, wieder als Daimler Limousine bekannt, ist die bislang letzte von Daimler hergestellte Staatskarosse. Bekannteste Nutzerin dieses Modells war bis zu ihrem Tod im Jahre 2002 die Königinmutter („Queen Mum“), für die auch ein Exemplar an Bord der königlichen Yacht Britannia für Fahrten bei Auslandsbesuchen bereitgehalten wurde.
1966 entstand das vom Jaguar 420 nur durch die aufwendigere Ausstattung zu unterscheidende Modell Daimler Sovereign. Man verfuhr auch mit dem Nachfolger XJ Mark I so. Die 1972 und 1974 eingeführten Luxusversionen Double-Six Vanden Plas und Vanden Plas 4.2 waren ab Modelljahr 1984 die einzigen XJ-Daimler, denn die anderen Modelle wurden in Jaguar Sovereign umbenannt (für Europa schon ein Jahr früher, während bis 1982 keine Daimler nach Amerika exportiert wurden, und danach nur unter dem Namen Jaguar Vanden Plas). So gab es vom XJ 40, dem X 300 und schließlich dem X 308 Daimler-Versionen mit den beiden leistungsstärksten Motoren.
Besondere Merkmale der Daimler-Varianten in den Jahren 1966–2002: geriffelte („fluted“) Kühlergrilleinfassung und Heckleiste, Schriftzüge (inkl. Radkappen, Ventildeckel, Lenkrad) mit Daimler-Logo, zumeist sehr üppige Serienausstattung, mit ausklappbaren Picknicktischen, hochflorigen Schafwollteppichen und feiner gemaserten Holzverkleidungen mit Weißholzintarsien. Das Design des Kühlergrills leitet sich von den bereits bei den allerersten Daimler-Modellen verrippt gestalteten oberen Wasserkästen der Kühler ab; die damaligen Kühler nach dem Thermosiphonprinzip konnten so mit vergrößerter Oberfläche mehr Wärme abstrahlen (siehe auch Bild „Daimler 1913“).
1989/90 übernahm die Ford Motor Company Jaguar und Daimler. 1992 wurde die Produktion der Daimler DS 420 Limousine eingestellt. Zum hundertjährigen Jubiläum der Marke wurde 1996 in einer Auflage von je 100 Exemplaren der Daimler Century auf Basis des Daimler Six und Double Six gebaut. 1997 wurde der Daimler auch als Version X308 mit dem V8 und dem Super V8 Motor bis ca. Mitte 2002 in kleiner Auflage gebaut. Serie war auch hier stets der lange Radstand. Bei der Serie X300 und X308 war stets der lange Radstand Serie, ohne Minderpreis konnte jedoch auch auf Wunsch die Kurzversion geordert werden. Hierbei musste man auf Einzelsitze im Fond verzichten, nicht aber auf die durchgehende Mittelkonsole, die den Daimler auch hier zum Viersitzer machte. Daimler-Fahrzeuge mit kurzem Radstand zählen zu den Seltenheiten.
Im November 2005 kehrte die Marke Daimler auf Basis des Jaguar X 350 wieder zurück. Die bisherige Jaguar XJ-Spitzenversion mit langem Radstand und 4,2 Liter V8-Kompressormotor (395 PS) erschien als Daimler Super Eight in limitierter Auflage und mit ganz besonders luxuriöser Ausstattung.
Seit Anfang 2007 suchte die Ford Motor Company aktiv nach einem Käufer für Jaguar und Daimler, um dringend benötigte Liquidität zu schöpfen. Der Handel kam am 26. März 2008 für einen Kaufpreis von 2,3 Milliarden US-Dollar mit dem indischen Großkonzern Tata zustande.
Mit dem Handel werden auch die Namensrechte von Daimler, Lanchester und Rover an Tata abgetreten. Das Geschäft wurde bis Mitte 2008 abgewickelt.
Die Daimler Motor Company stellte zuletzt nur ein Automobil her, den Daimler Super Eight. Das Fahrzeug ist grob mit dem Jaguar XJ vergleichbar. Königin Elisabeth II. benutzte privat einen Super Eight.
Zum Anfang des Jahres 2009 wurde die Produktion der Daimler-Fahrzeuge eingestellt, nachdem 2008 weltweit nur noch 120 Fahrzeuge abgesetzt werden konnten. Der letzte Listenneupreis betrug knapp 119.000 Euro.

### Galerie

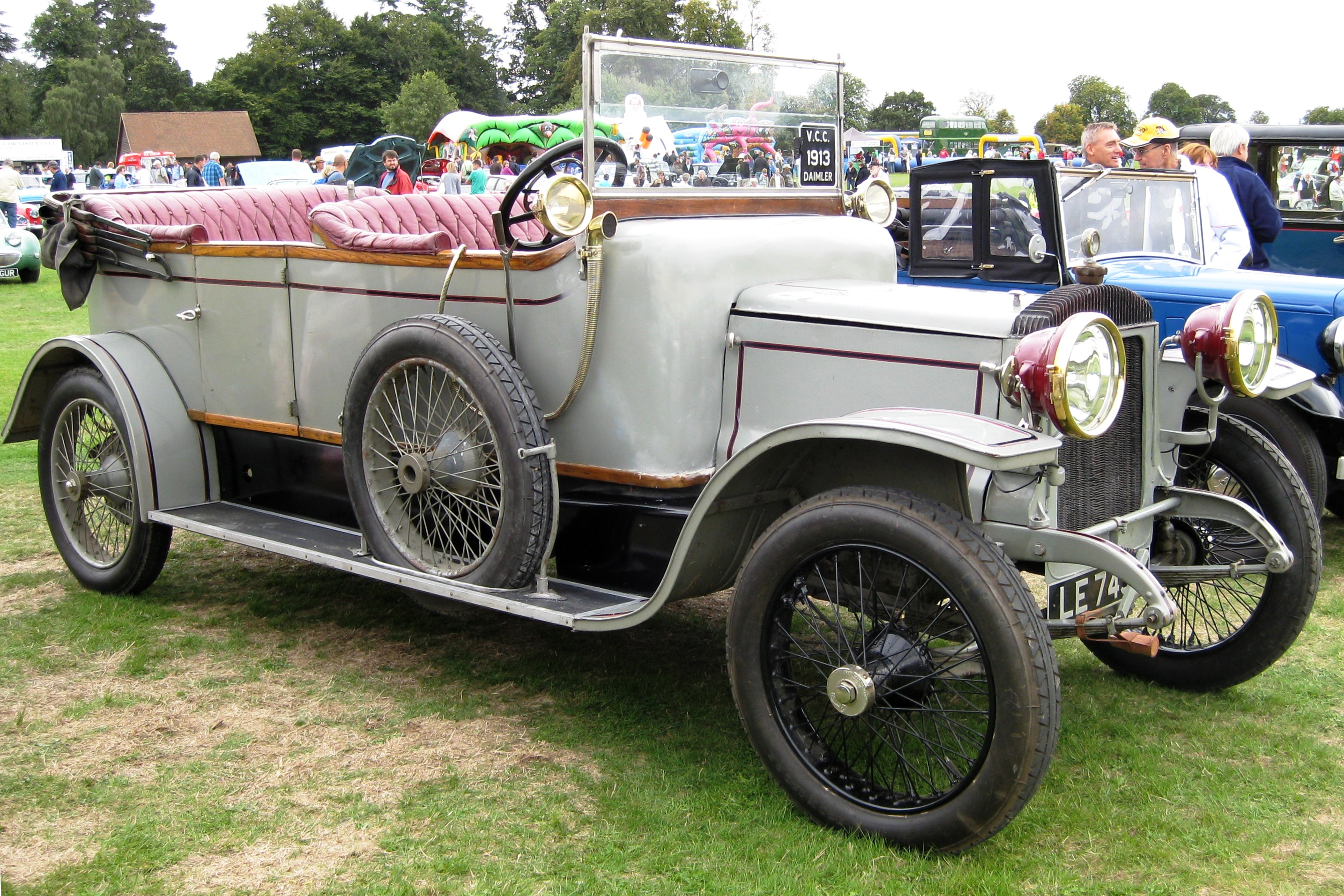
Daimler 1913
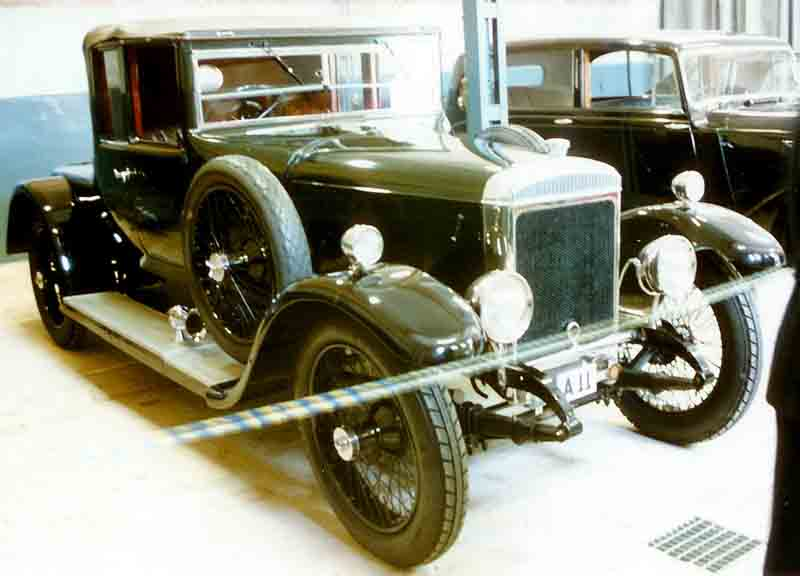
Daimler 16 HP (1923)
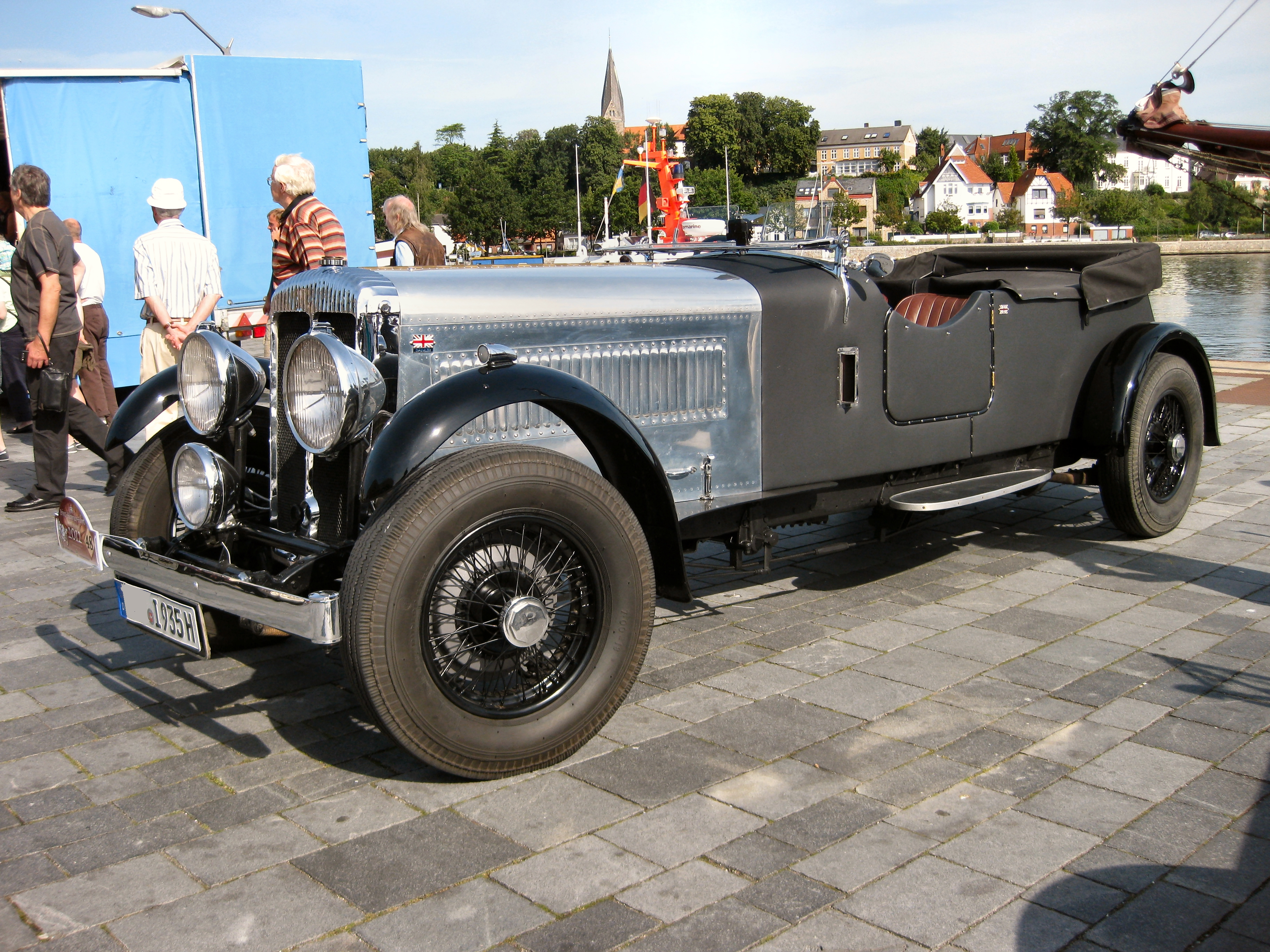
Daimler Straight Eight (1935)
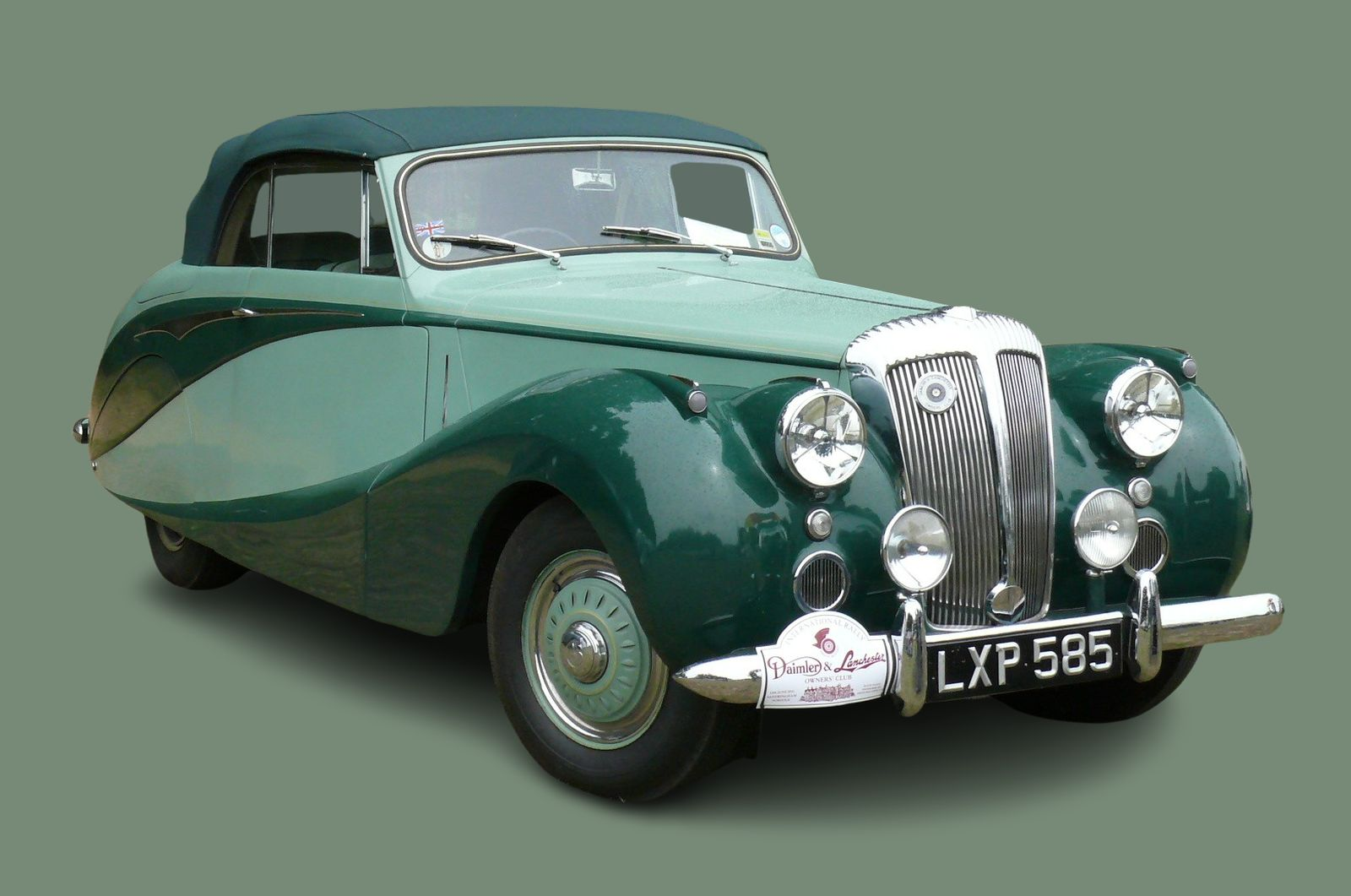
Daimler DB 18 (LXP 585) „Empress Saloon“ von Hooper (1951)
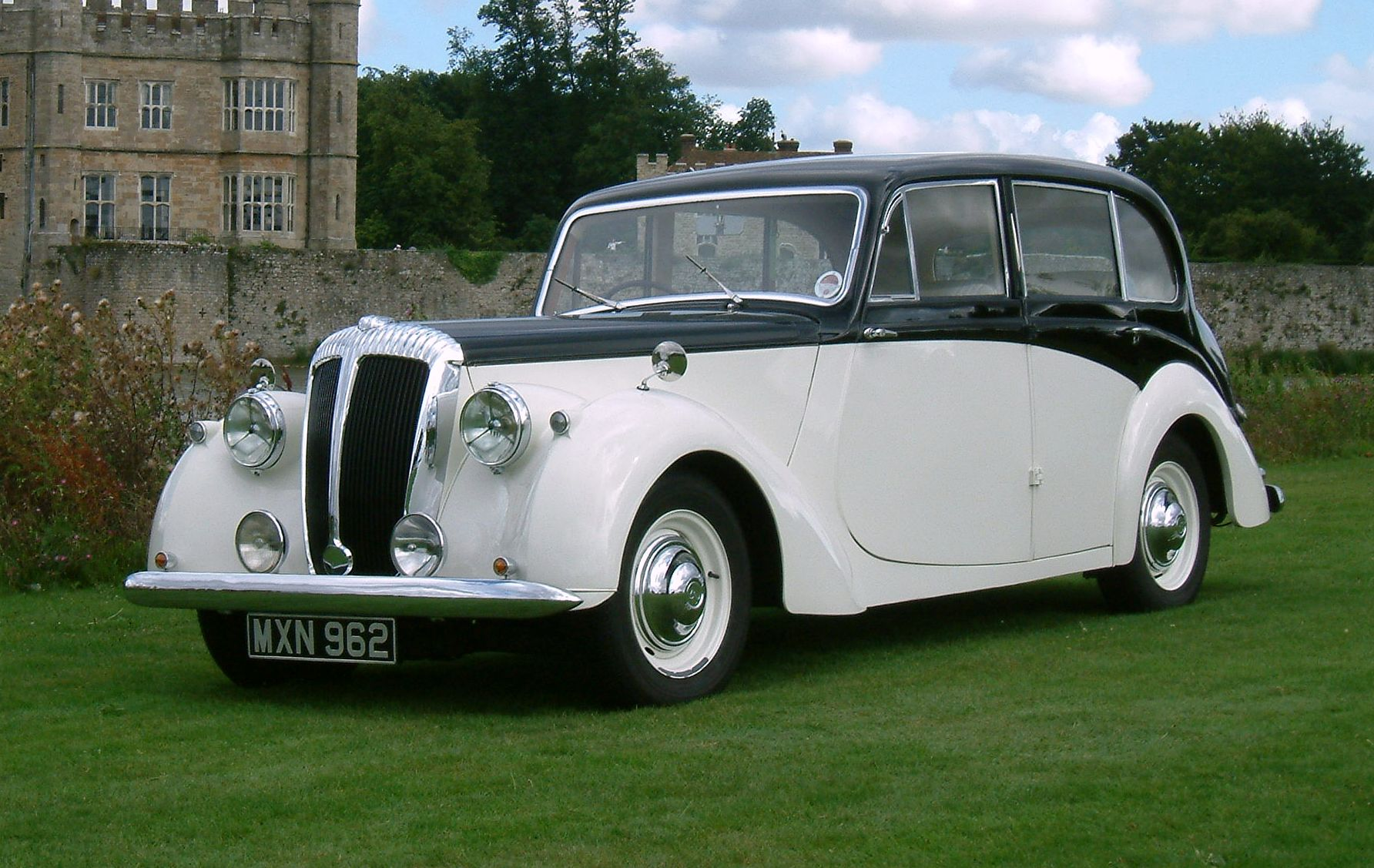
Daimler Consort (1952)
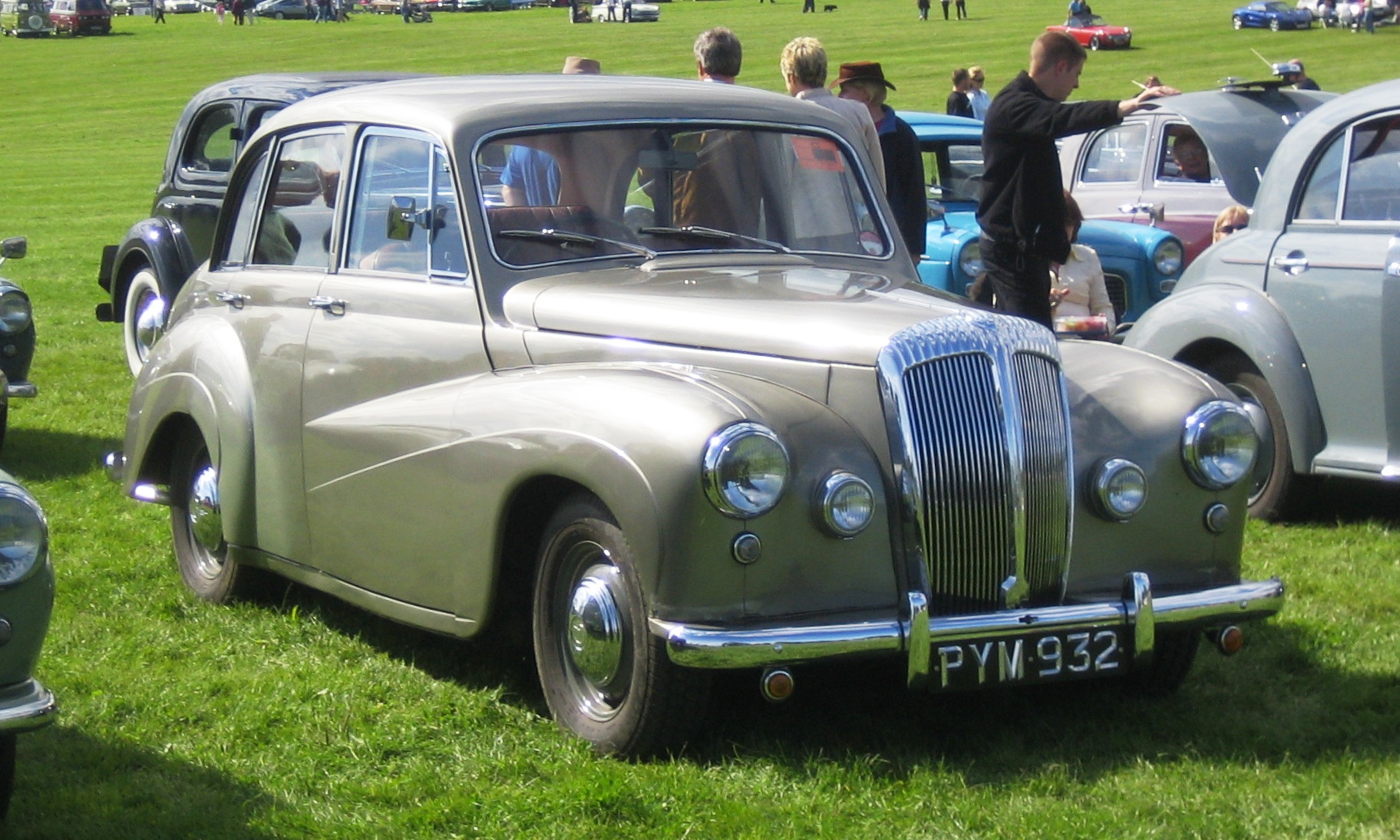
Daimler Conquest
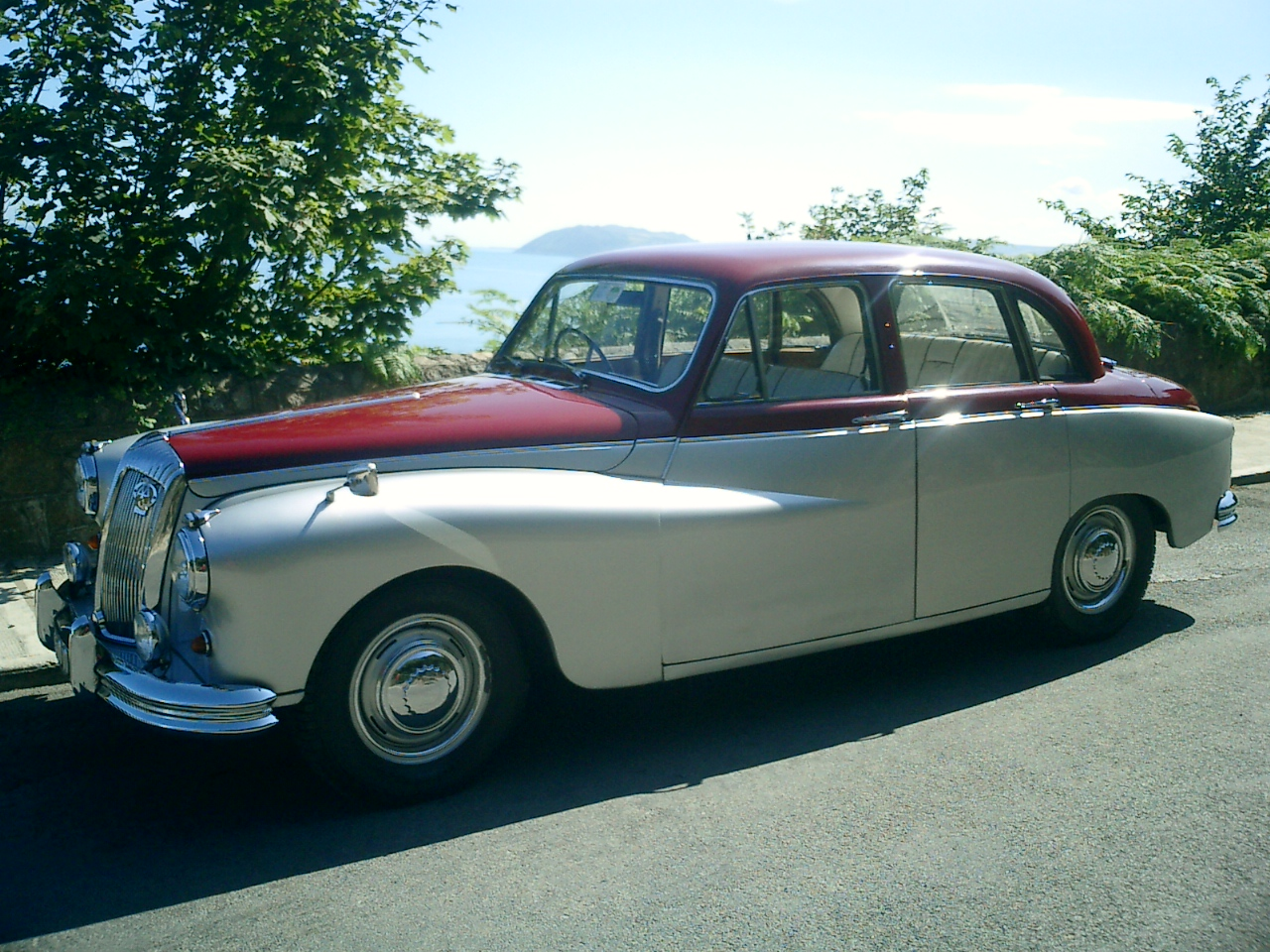
Daimler Majestic
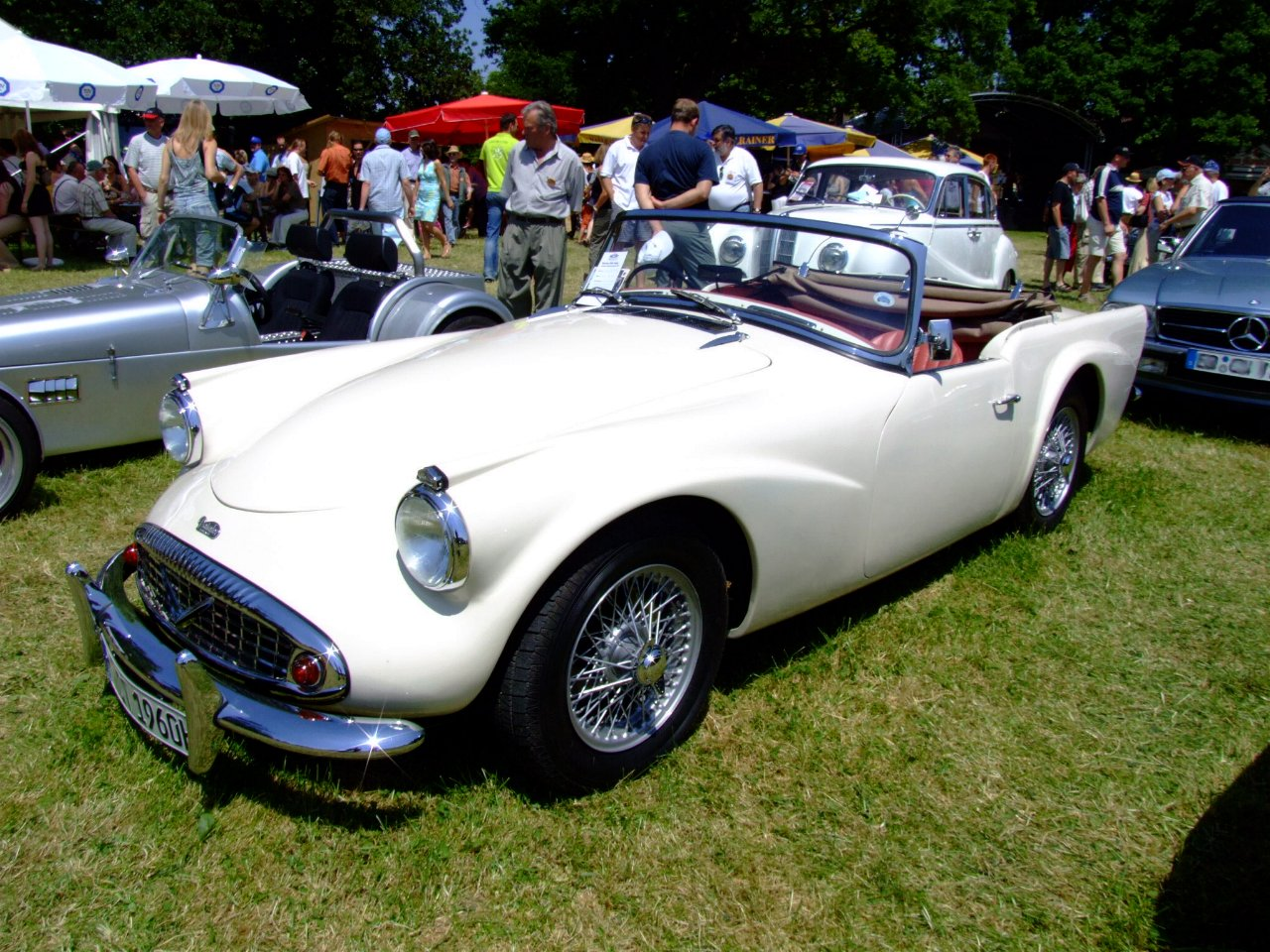
Daimler SP 250 (1960)
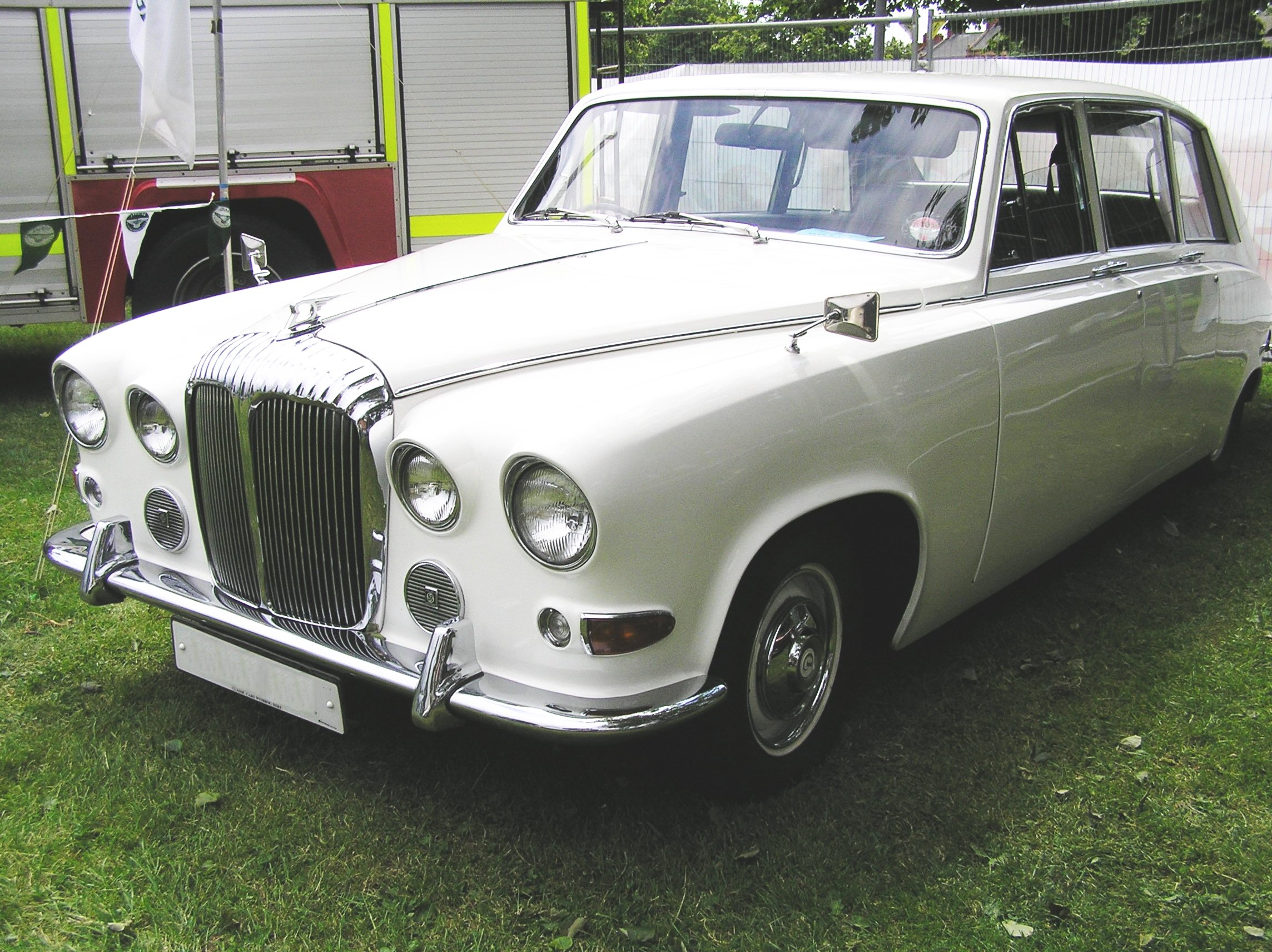
Daimler DS 420 (1968)
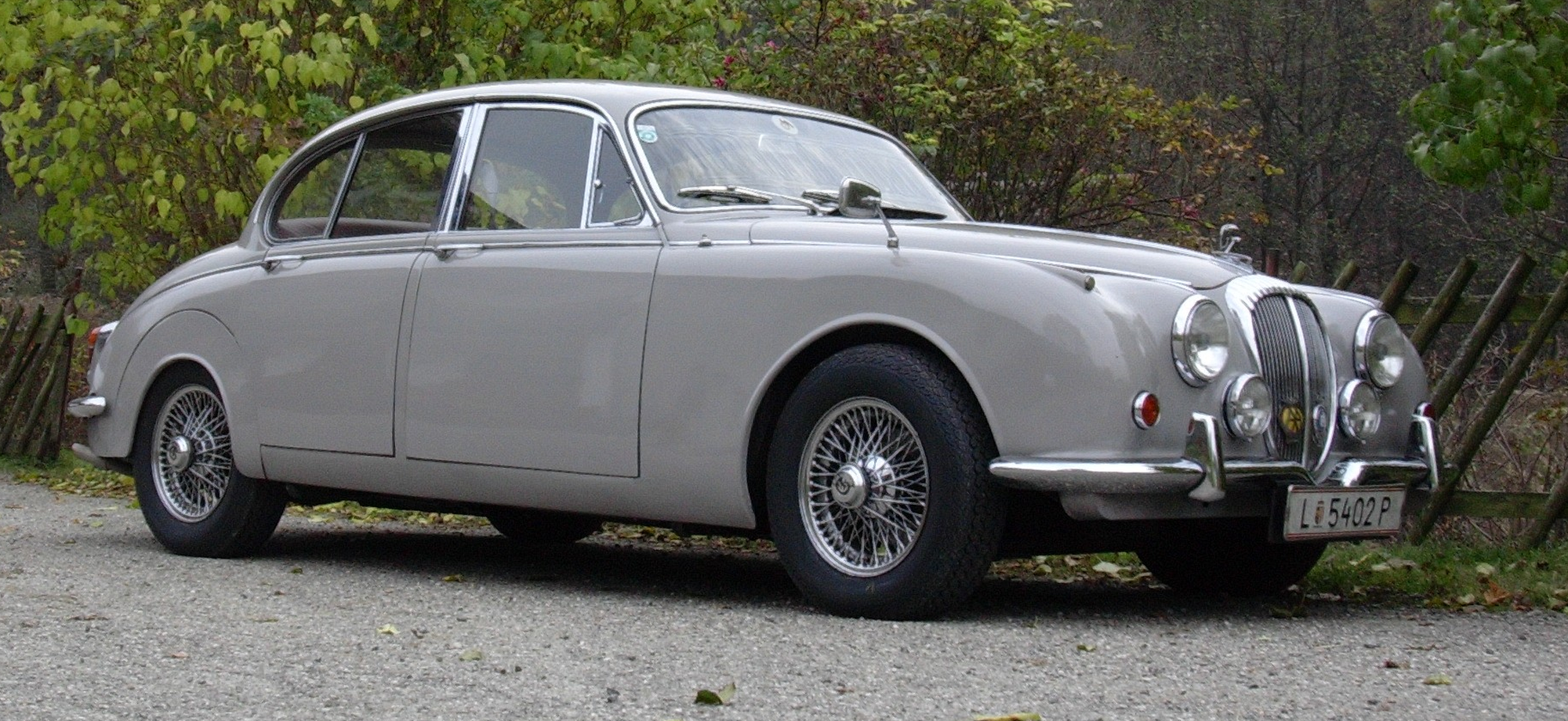
Daimler V8 250 (1969)
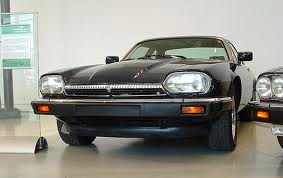
Daimler XJS im Automuseum Coventry
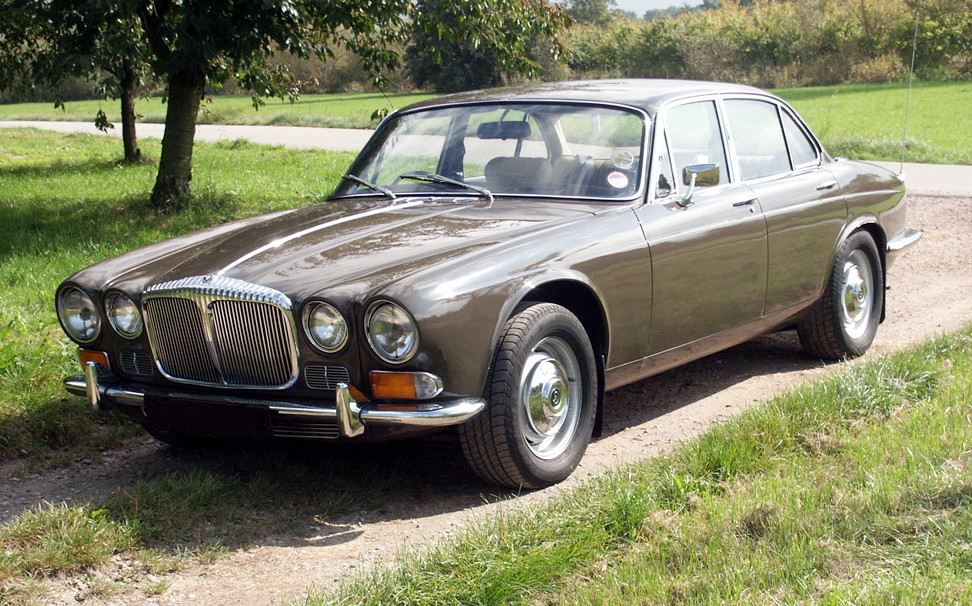
Daimler Sovereign Serie 1 (1972)
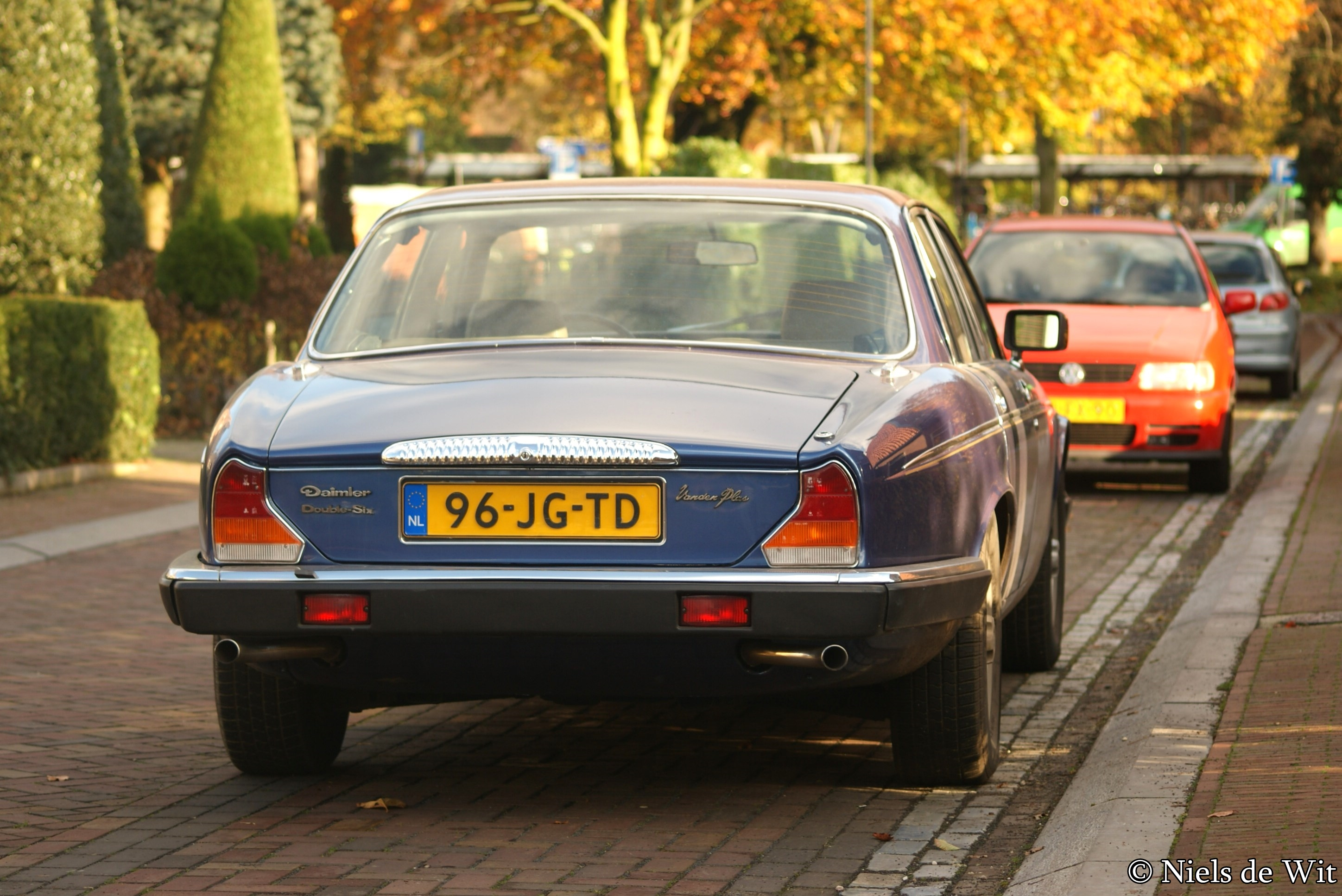
Daimler Double-Six Vanden Plas (1981)
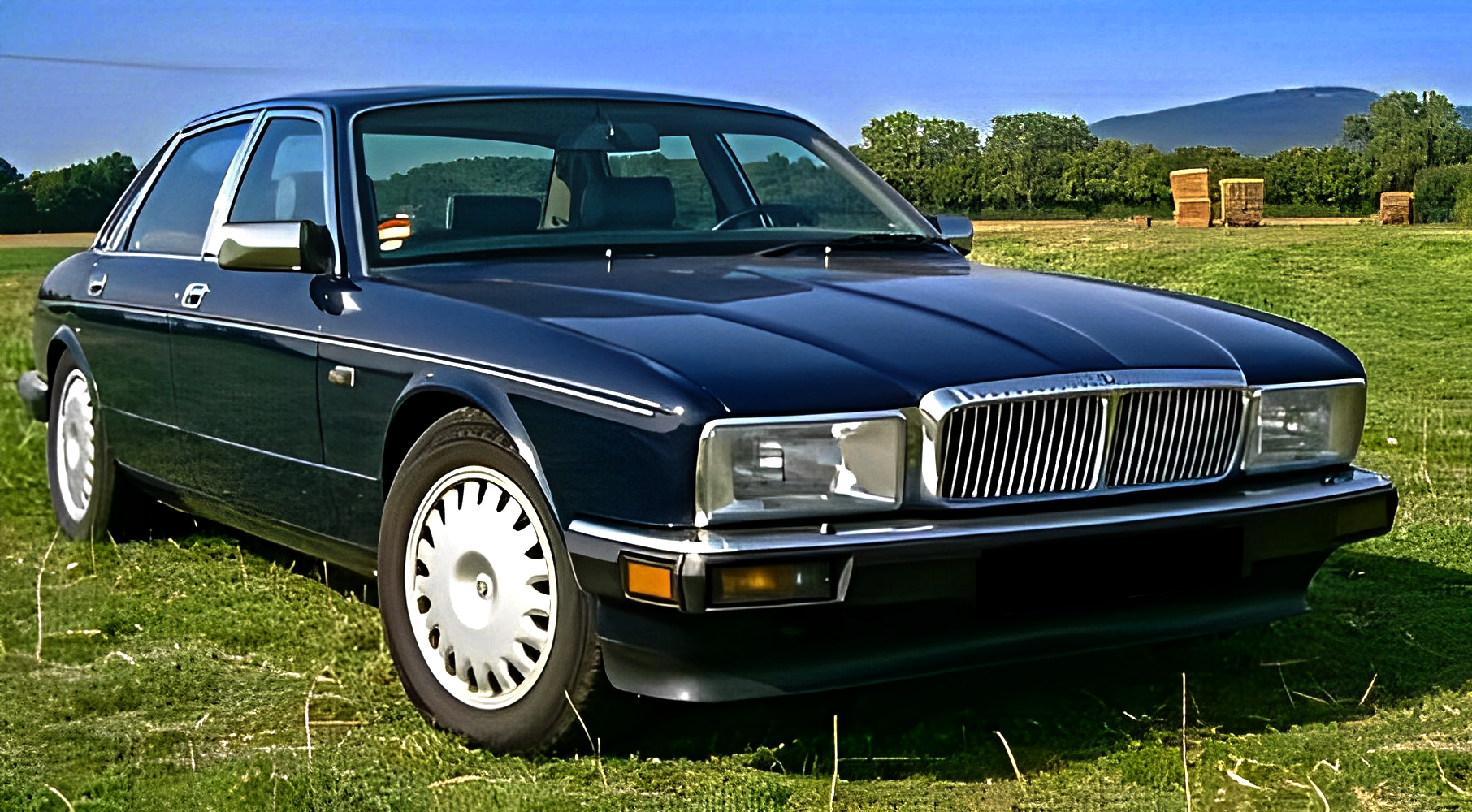
Daimler 3.6 (1988)
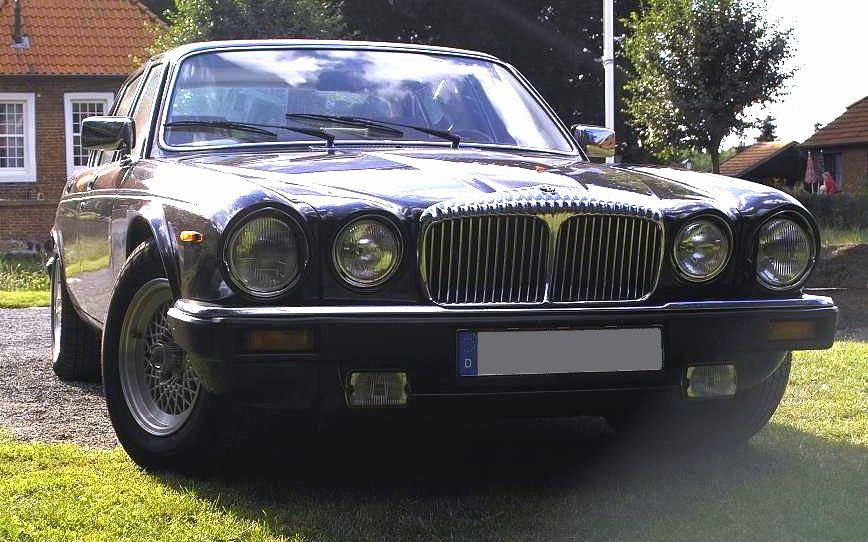
Daimler Double-Six Serie 3 (1992)
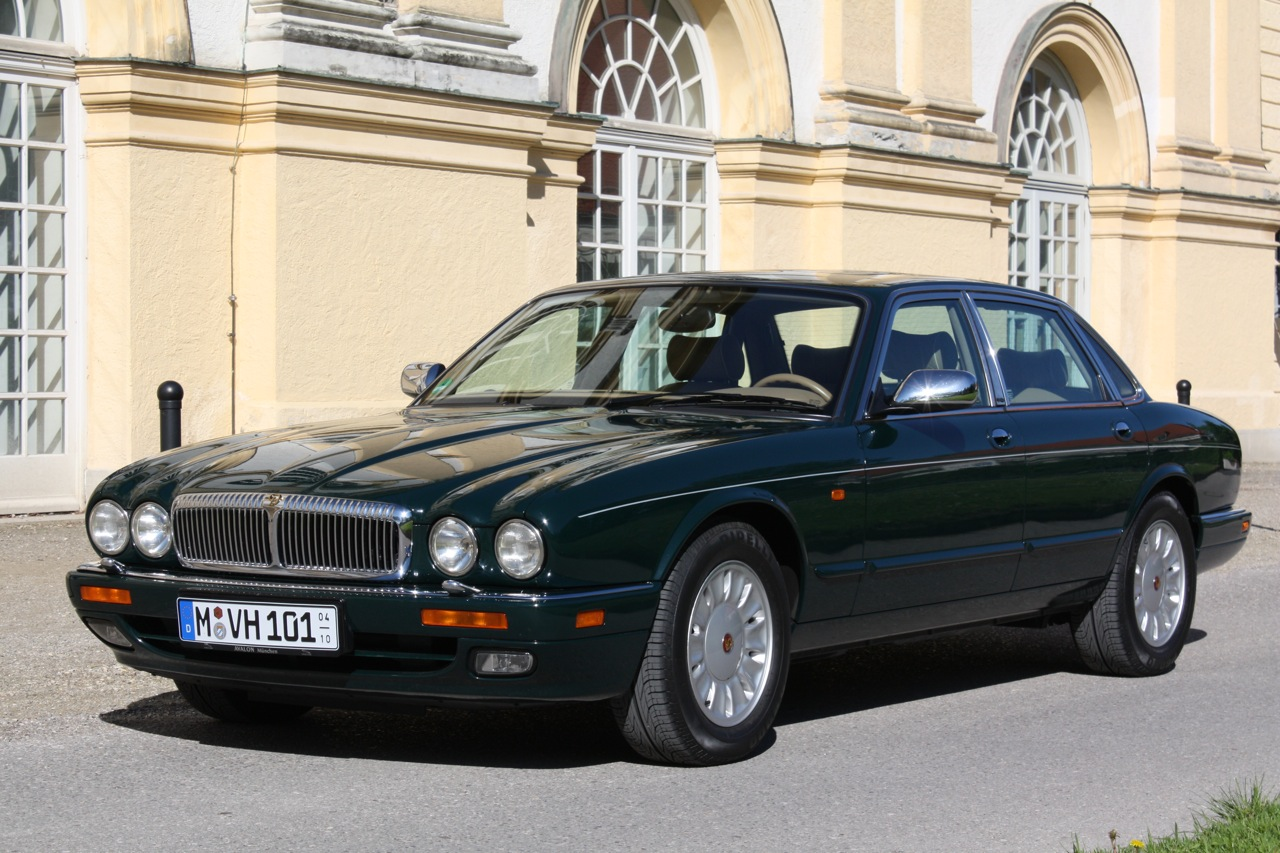
Daimler Six 4.0 SWB (1996)
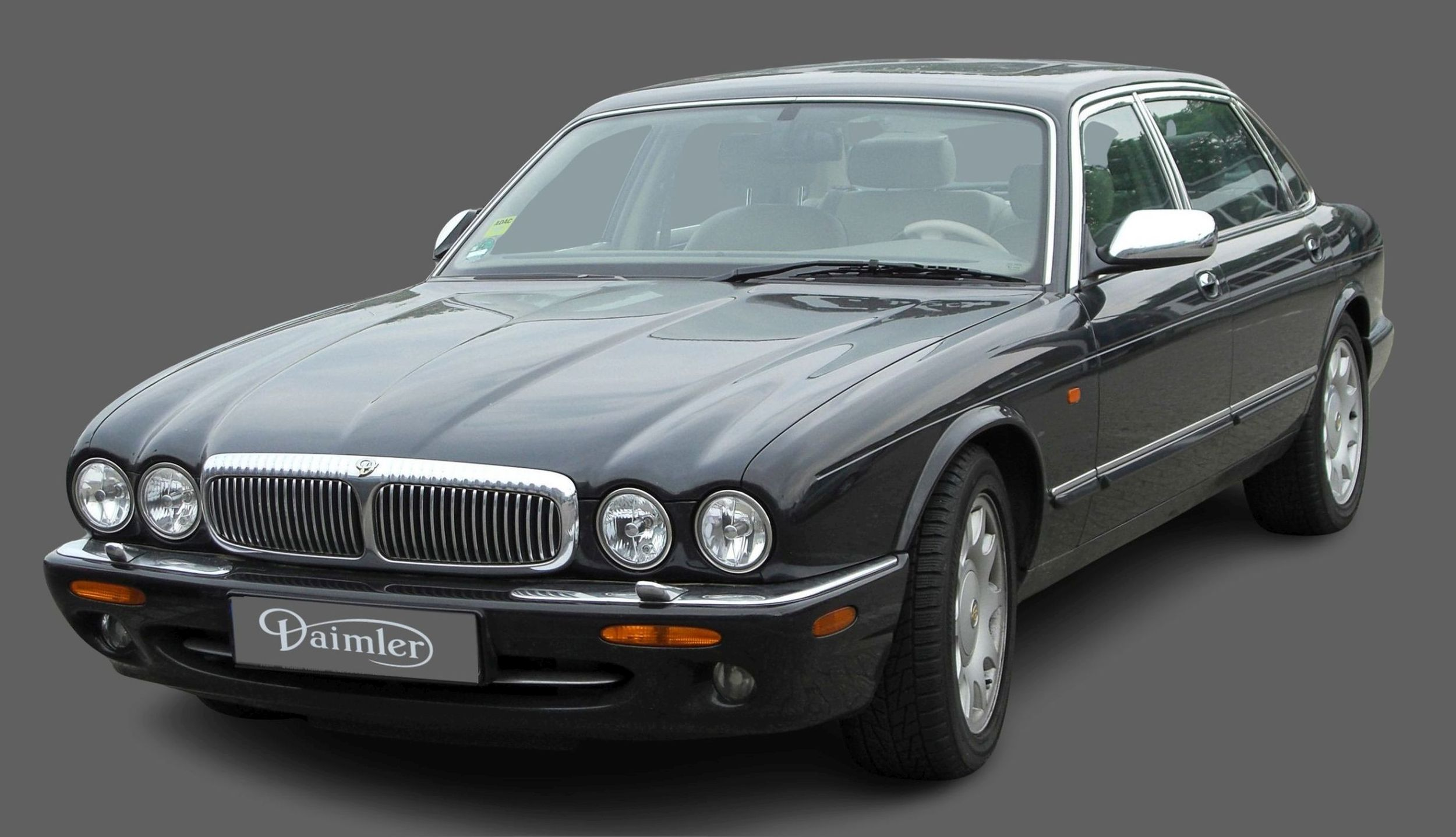
Daimler Super V8 (1997)

## Pkw

### Pkw-Modelle ab 1897
Das erste Modell von Daimler Coventry, die Wagonette 4 HP, wurde von 1897 bis 1900 produziert. Der wassergekühlte Daimler-Zweizylindermotor war vorne eingebaut und leistete 4 HP bei 800/min; Bohrung × Hub betrugen 90 mm × 120 mm, der Hubraum 1.527 cm3. Das Riemengetriebe bot vier Vorwärtsgänge, gesteuert wurde mit Lenkhebel. Die Reisegeschwindigkeit betrug 15 mi/h (24 km/h).

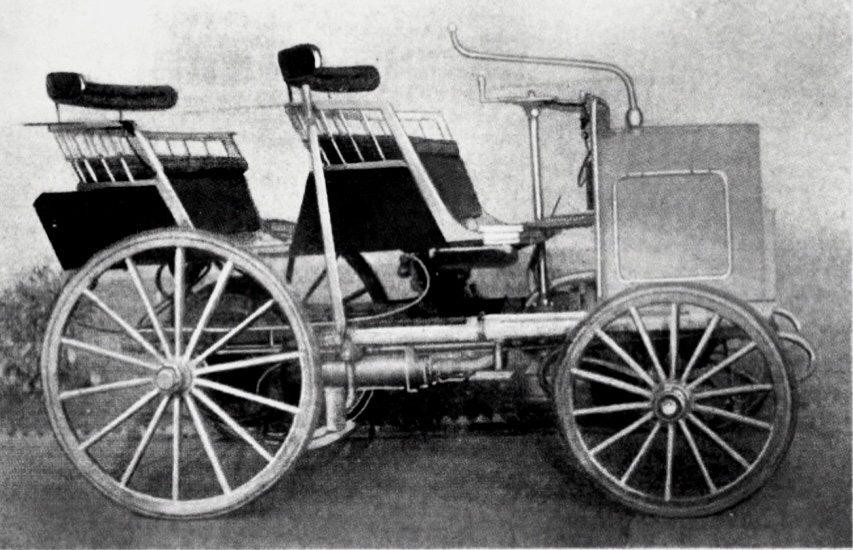
Daimler (1896)
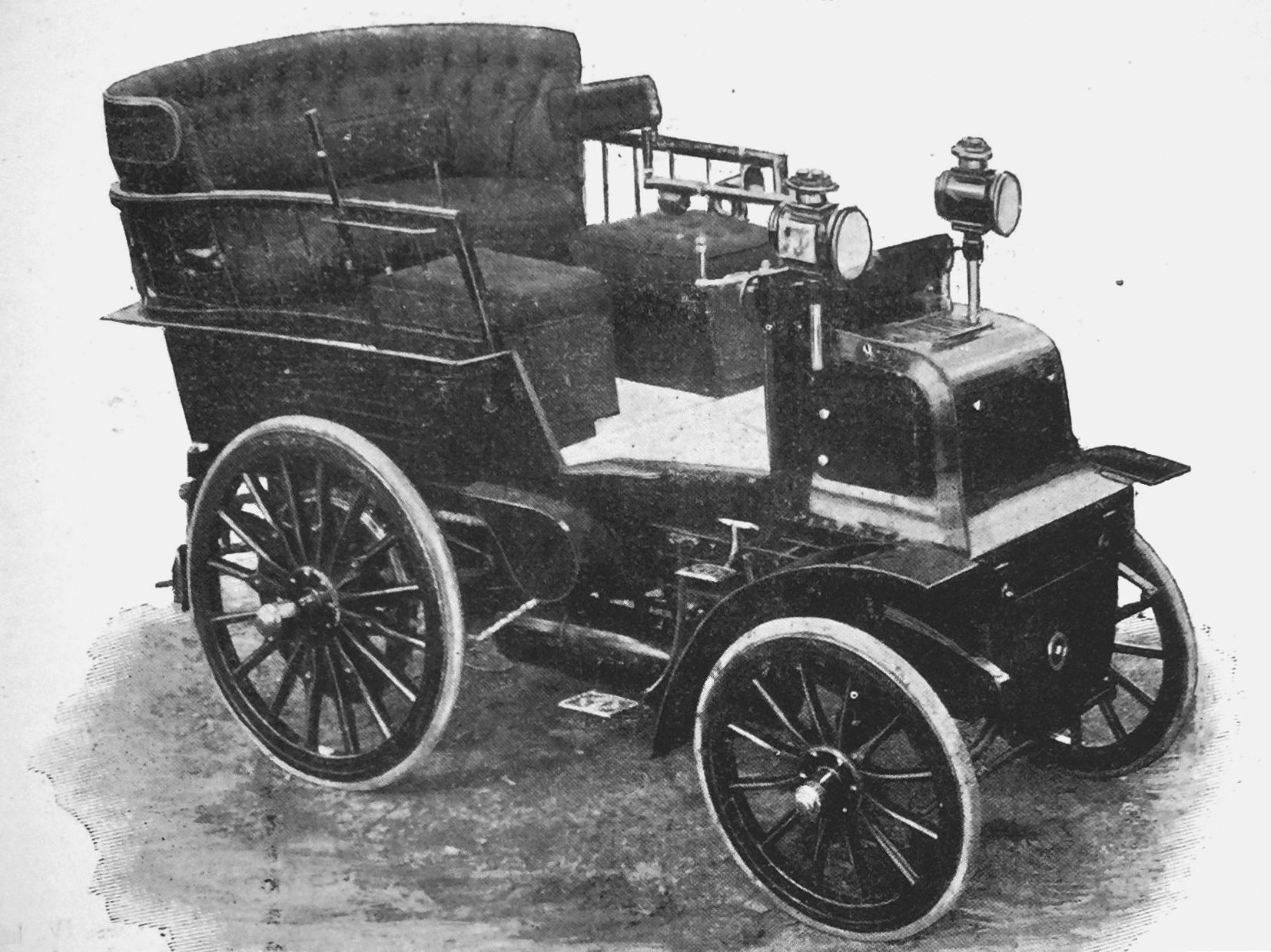
Wagonette 4 HP (1897)
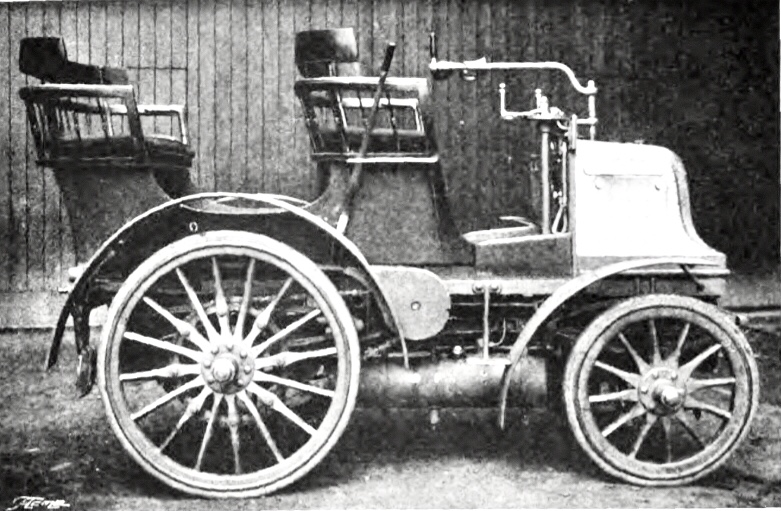
Daimler Motor Company Phaeton mit Zweizylinder-Motor 6 HP bei 700/min um 1900
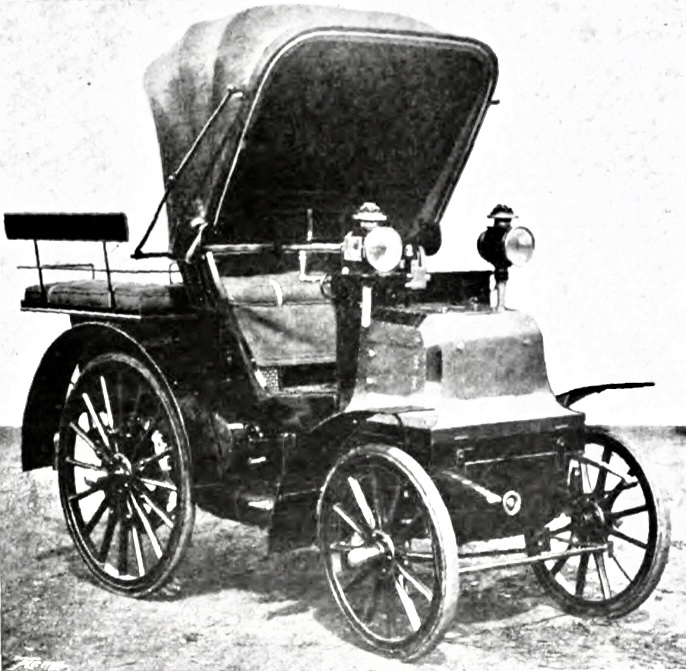
Daimler Wagonette 4 HP (reale Motorleistung bis 6 HP) um 1900
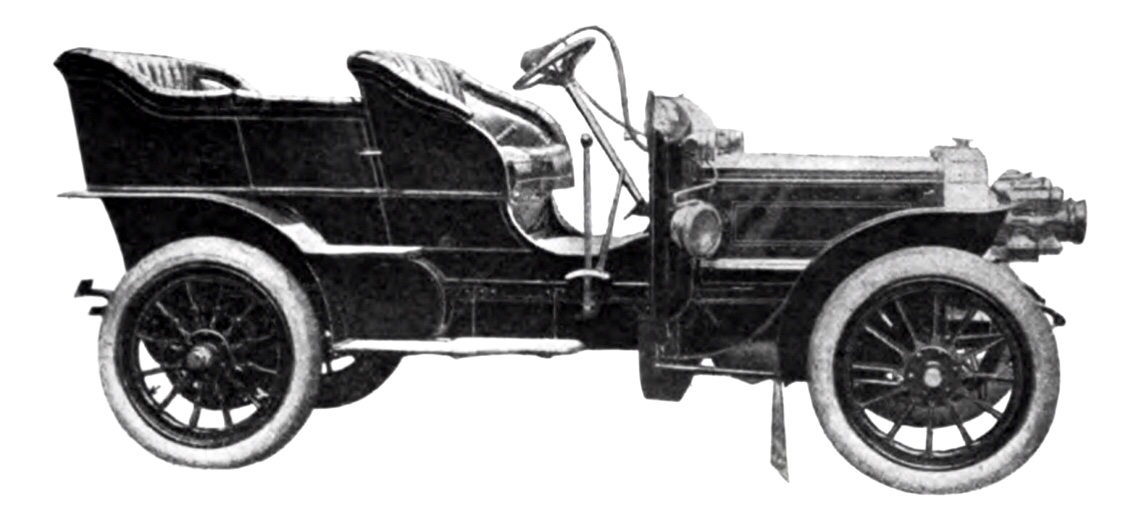
Daimler Phaeton um 1906
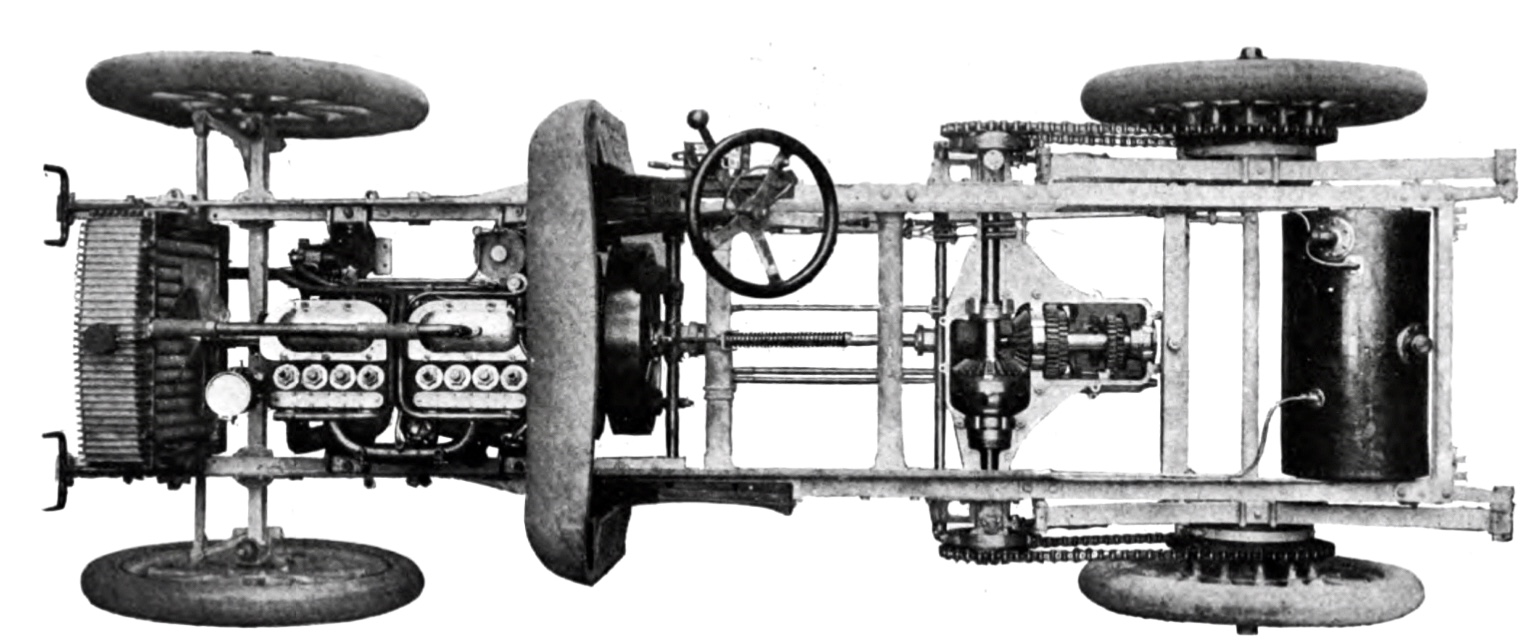
Daimler Motor Company Chassis um 1906

| Typ      | Anzahl Sitze | Hubraum cm³ | Bohrung mm | Hub mm | Zylinder | Leistung | Radstand mm | Spurweite mm |
| -------- | ------------ | ----------- | ---------- | ------ | -------- | -------- | ----------- | ------------ |
| 4 HP     | 2            | 1527        | 90         | 120    | 2        | 4        |             |              |
| 28/36 HP | 4-7          | 5702        | 110        | 150    | 4        | 26       | 2642; 3048  | 1295         |
| 30/40 HP | 4-7          | 7245        | 124        | 150    | 4        | 29       | 2642; 3048  | 1295         |
| 35/45 HP | 5-7          | 8461        | 134        | 150    | 4        | 34       | 2642; 3048  | 1295         |

### Pkw-Modelle ab 1945

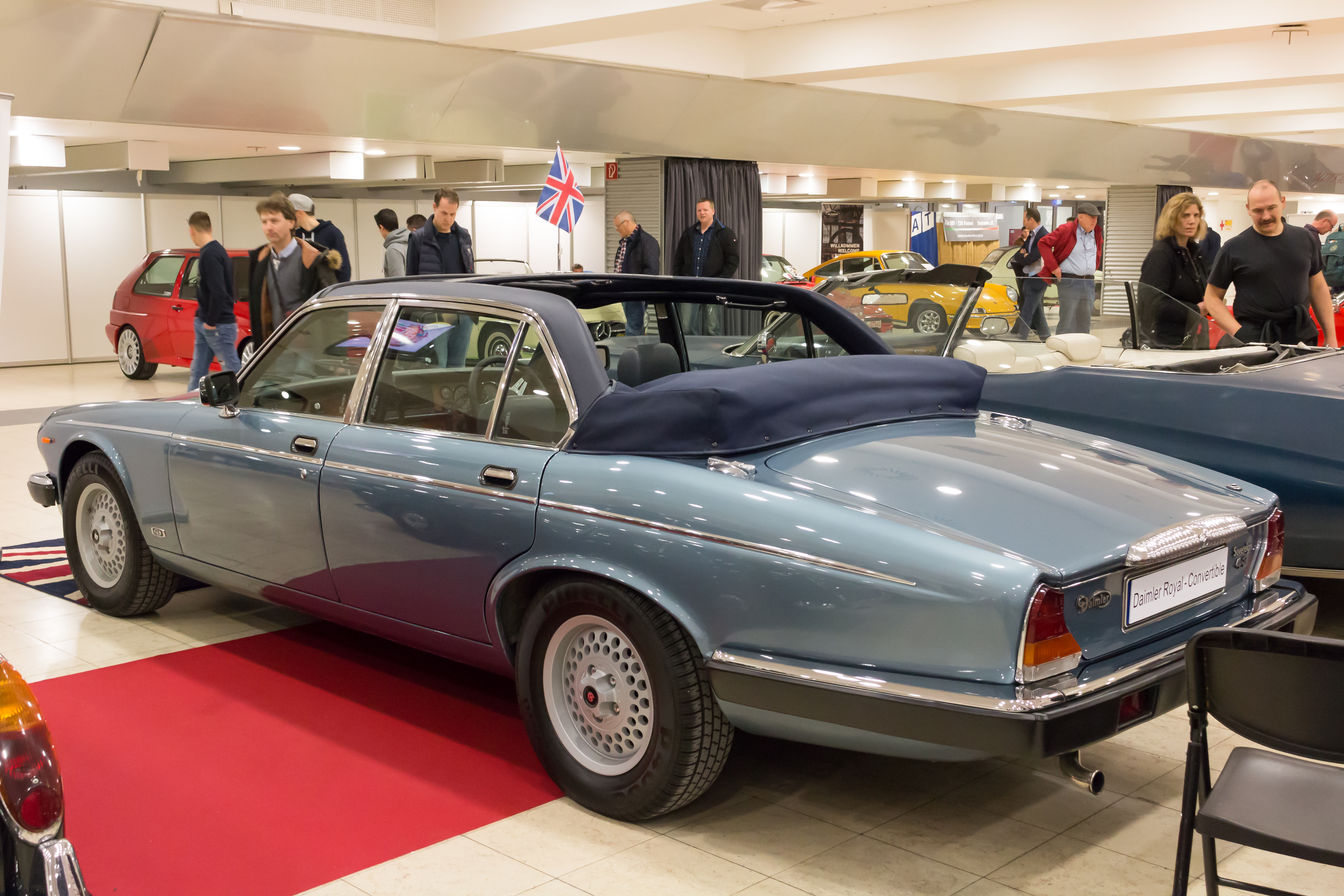
Daimler Sovereign (Serie 3) Umbau zur Cabriolimousine

| Typ                                              | Motor                          | Modelljahre | produzierte Fahrzeuge |
| ------------------------------------------------ | ------------------------------ | ----------- | --------------------- |
| DB 18                                            | 2522 cm³, 6 Zylinder           | 1939–1950   | 3355                  |
| DE 27 / DH 27                                    | 4095 cm³, 6 Zylinder           | 1946–1952   | 255                   |
| DE 36                                            | 5460 cm³, 8 Zylinder           | 1946–1953   | 205                   |
| DB 18 Special Sports (Baker u. a.)               | 2522 cm³, 6 Zylinder           | 1949–1952   | 608                   |
| Empress                                          | 2522 cm³, 6 Zylinder           | 1949–1952   | 6                     |
| DB 18 Consort                                    | 2522 cm³, 6 Zylinder           | 1950–1952   | 4250                  |
| Regency Mark I                                   | 2952 cm³, 6 Zylinder           | 1952–1954   | 52                    |
| Empress II                                       | 2952 cm³, 6 Zylinder           | 1952–1954   | 52                    |
| Conquest                                         | 2433 cm³, 6 Zylinder           | 1953–1957   | 4568                  |
| Conquest Roadster                                | 2433 cm³, 6 Zylinder           | 1953–1956   | 65                    |
| Conquest Century                                 | 2433 cm³, 6 Zylinder           | 1954–1957   | 4818                  |
| Conquest Century Drophead Coupe                  | 2433 cm³, 6 Zylinder           | 1954/1955   | 234                   |
| Regina/DK 400                                    | 4617 cm³, 6 Zylinder           | 1954–1959   | 132                   |
| Empress IIa und III                              | 3468 cm³, 6 Zylinder           | 1955–1958   | 39                    |
| Sportsman                                        | 3468 cm³/4617 cm³, 6 Zylinder  | 1955–1957   | 69                    |
| Conquest Drophead Coupe (Mk II)                  | 2433 cm³, 6 Zylinder           | 1956/1957   | 54                    |
| One-0-Four                                       | 3468 cm³, 6 Zylinder           | 1956–1958   | 561                   |
| Majestic                                         | 3794 cm³, 6 Zylinder           | 1958–1962   | 940                   |
| SP 250                                           | 2548 cm³, 8 Zylinder           | 1959–1964   | 2645                  |
| Majestic Major / DR 450                          | 4561 cm³, 8 Zylinder           | 1959–1968   | 2049                  |
| Daimler 2 ½ Litre V8 und V8 250                  | 2548 cm³, 8 Zylinder           | 1962–1969   | 17.884                |
| DS 420                                           | 4235 cm³, 6 Zylinder           | 1968–1992   | 4939                  |
| Sovereign Serie 1                                | 2792 cm³/4235 cm³, 6 Zylinder  | 1970–1973   | 15.249                |
| Double Six Serie 1                               | 5343 cm³, 12 Zylinder          | 1972/1973   | 877                   |
| Sovereign Serie 2                                | 3442 cm³/4.235 cm³, 6 Zylinder | 1974–1978   | 21.889                |
| Double Six Serie 2                               | 5343 cm³, 12 Zylinder          | 1974–1978   | 4733                  |
| 4.2 Serie 3                                      | 4235 cm³, 6 Zylinder           | 1979–1986   | 29.283                |
| Double Six Serie 3                               | 5343 cm³, 12 Zylinder          | 1979–1992   | 11.949                |
| 3.6/4.0 (XJ 40)                                  | 3590 cm³/3980 cm³, 6 Zylinder  | 1987–1994   | 19.232                |
| Double Six (XJ 81)                               | 5993 cm³, 12 Zylinder          | 1993–1995   | 1086                  |
| Six (X 300) und Sondermodell Century 1996        | 3980 cm³, 6 Zylinder           | 1995–1997   |                       |
| Double Six (X 305) und Sondermodell Century 1996 | 5993 cm³, 12 Zylinder          | 1995–1997   |                       |
| V8/Super V8 (X 308)                              | 3996 cm³, 8 Zylinder           | 1998–2002   |                       |
| Super Eight (X 350)                              | 4196 cm³, 8 Zylinder           | 2006–2009   | 853                   |

## Busse
Die Herstellung von Fahrgestellen für Omnibusse war ein wesentlicher Bestandteil der Produktionspalette von Daimler. Dabei wurden solche hauptsächlich für Doppeldeckerbusse hergestellt. Das erste Bus-Chassis der Firma war der von Frederick W. Lanchester 1911 entwickelte KPL. Dabei handelte es sich um ein Fahrzeug mit einem aus Benzin- und Elektromotor bestehenden Hybridantrieb. Der Bus besaß bereits einen Ganzmetall-Aufbau, ein Konstruktionsmerkmal, das sich erst in den 1930er Jahren langsam durchsetzte. Durch eine von Tilling-Stevens angestrengte Patentverletzungsklage wurde das Projekt jedoch gestoppt.
Im Jahr 1912 trat Frank Searle, der bei der London General Omnibus Company (LGOC), aus deren Busfertigung die Associated Equipment Company (AEC) hervorging, den B-type entwickelt hatte, bei Daimler ein und begann mit dem Aufbau der Nutzfahrzeugsparte des Unternehmens. Hauptsächlicher Unterschied zu den bei AEC gefertigten Bussen war die Verwendung eines Schiebermotors. Zwischen 1913 und 1926 baute AEC einige Typen von Daimler in Lizenz, während Daimler die bei AEC gefertigten Fahrgestelle, die über den Bedarf der London General Omnibus Company hinaus gefertigt wurden, unter eigenem Namen verkaufte. Ab 1926 bildeten AEC und Daimler unter dem Namen Associated Daimler Company (ADC) ein Joint Venture.
In den 1930er Jahren wurde der Daimler CO zum wichtigsten Modell des Unternehmens. Während des Zweiten Weltkrieges wurde er vom ähnlichen, aber schwereren Daimler CW abgelöst, der auch noch in der unmittelbaren Nachkriegszeit produziert wurde. Der erste CWG5 erschien 1943 und war mit einem Fünfzylinder-Dieselmotor von Gardner mit 7 Liter Hubraum ausgerüstet. Noch im gleichen Jahr wurde er nach nur rund einhundert gebauten Exemplaren durch den CWA6 mit einem Sechszylinder-Dieselmotor mit 7,7 l Hubraum von AEC abgelöst. Nach rund 800 gebauten Bussen folgte ab 1945 der CWD6 mit einem 8,6-l-Sechszylinder-Dieselmotor von Daimler. Die Produktion endete 1946, doch wegen fehlender Aufbauten wurden die letzten Fahrgestelle erst 1947 komplettiert. Alle Busse bekamen unabhängig vom verbauten Motor ein von Daimler entwickeltes Viergang-Getriebe mit Gangvorwahl und vakuumunterstützte Bremsen.
Nachfolger des CW war der Daimler CV, dabei stand das V in der Typenbezeichnung für victory. Die Produktion begann 1946. Zum Einsatz kamen der schon aus dem CW bekannte Fünfzylinder-Dieselmotor von Gardner mit 7 Liter Hubraum und einer Leistung von 87, später 94 bhp im CVG5 und der leistungsfähigere Sechszylinder-Dieselmotor mit 8,4 l Hubraum und 102, später 112 bhp, ebenfalls von Gardner. Ein von Daimler selbst entwickelter Dieselmotor wurde in einigen hundert Exemplaren in den 1940er und 1950er Jahren verbaut. Abgeleitet vom CV wurde der um rund fünf Tonnen leichterer CL, das L in der Typenbezeichnung stand hier für lightweight. Da die ursprünglich für den CL entwickelten leichteren Komponenten auch bald für den CV verfügbar waren, endete die Produktion des CL bereits 1955. Eine weitere Variante war der CCV, dabei stand das mittlere C für constant mesh gearbox, dabei handelt es sich um ein Lastschaltgetriebe.
Im gleichen Zeitraum begann die Produktion des Daimler CD. Ursprünglich mit dem A173, einem 7,7-l-Dieselmotor von AEC bzw. dem CD 8,6-l-Dieselmotor von Daimler ausgerüstet, war er später auch mit dem Daimler D650 mit 10,6 l Hubraum verfügbar. Mit hydraulisch unterstützten Bremsen, Lenkung und Gangvorwahl ausgerüstet, war er eine für die damalige Zeit moderne Konstruktion, doch litten gerade die hydraulischen Baugruppen unter mangelnder Akzeptanz bei vielen britischen Verkehrsbetrieben. Die Aufbauten kamen von Northern Counties bzw. Weymann, später auch von East Lancashire Coachbuilders.
Diese Entwicklungslinie führte zum von 1960 bis 1980 gebauten Daimler CR, der unter dem Namen Daimler Fleetline bekannt wurde. Nach dem 1958 erschienenen Leyland Atlantean war der Fleetline der zweite britische Doppeldeckerbus-Typ mit quer im Heck stehendem Dieselmotor anstatt den bisher üblichen Konstruktionen mit Frontmotor direkt neben dem Fahrer. Mit seiner speziellen, gekröpften Hinterachskonstruktion ermöglichte er wesentlich niedrigere Aufbauten als die frühen Atlantean. Dies war wichtig, ermöglichte es das Unterfahren niedrigerer Brücken. Leyland zog bald mit einer ähnlichen Hinterachskonstruktion nach, stellte nach der Übernahme von Daimler die Produktion des Fleetline mit niedrigem Aufbau ein. Der Fleetline bekam anfänglich Sechszylinder-Dieselmotoren von Gardner, während auch die Ausrüstung mit Leyland-Motoren später wahlweise möglich war. Da Leyland den Atlantean nur mit eigenen Motoren anbot, viele Betreiber jedoch Motoren von Gardner bevorzugten, erwies sich die Motorisierung als Marktvorteil für Daimler. 1968 brachte Daimler den 36 Fuß (ungefähr 12 m) langen Fleetline heraus, dessen Fahrgestell-Konstruktion auf dem des Roadliners mit einem längs angeordneten Motor beruhte. Der letzte Fleetline wurde 1973 in dem traditionsreichen Werk in Radford, Coventry, gefertigt, danach wurde die Produktion bei Leyland in Lancashire fortgesetzt. In den letzten acht Jahren wurden die Busse als Leyland Fleetline vertrieben. Der letzte jemals gebaute Fleetline erhielt 1981 bei den Eastern Coach Works (ECW) seinen Aufbau.
Daneben fertigte das Unternehmen auch Eindeckerbusse in geringerer Anzahl. Zwischen 1951 und 1964 wurde der Freeline produziert. Der Bus besaß einen herkömmlichen Leiterrahmen und einen unterflur angeordneten Motor. Verfügbar war das Chassis mit den bekannten Fünf- und Sechszylindermotoren von Gardner. Diese Busse erhielten die Typenbezeichnung G5HS bzw. G6HS. Mit dem D650H bot Daimler auch einen eigenen Motor für diesen Bus an. Aus dem D650 entwickelt, von dem er sich im Prinzip nur durch die Ölwanne unterschied, leistete er bei einem Hubraum von 10,6 l 125 bhp. Später wurde die Leistung bei unverändertem Hubraum auf 150 bhp angehoben, damit war er zur damaligen Zeit der leistungsfähigste Motor seiner Klasse. Diese Busse erhielten die Typenbezeichnung D650HS. Der Bus besaß hydraulische Bremsen sowie eine ebenfalls hydraulisch unterstützte Lenkung und Gangvorwahl. Ursprünglich mit einem Fünfgang-Vorwahlgetriebe von Daimler verbaut, wurde ab 1957 das ebenfalls von Daimler entwickelte halbautomatische Fünfganggetriebe Standard. Die Chassis wurden für den inländischen Markt nur mit einem Radstand von 16 Fuß 40 Zoll angeboten, was die Montage von 30 Fuß langen und 8 Fuß breiten Aufbauten ermöglichte. Dies entsprach den damaligen britischen Größenbeschränkungen für Busse. Für den Export wurden Radstände von 17 Fuß 60 Zoll bzw. 20 Fuß 40 Zoll für 33 bzw. 36 Fuß lange Aufbauten angeboten. Trotz der innovativen Auslegung war der Absatz auf dem britischen Markt enttäuschend, nur 19 Fahrgestelle konnten verkauft werden. Im Export war der Freeline jedoch recht erfolgreich, insgesamt wurden 558 Freelines exportiert. Größter Abnehmer war das Auckland Transport Board in Auckland, Neuseeland, mit 160 Exemplaren.
Der Roadliner war ein 36 Fuß langer Eindeckerbus. Da im Vereinigten Königreich der Einmannbetrieb von Doppeldeckerbussen bis zum Ende der 1960er Jahre nicht überall zulässig war, verlangten viele Betreiber von Buslinien nach längeren Eindeckerbussen mit größerer Fahrgastkapazität (auch Stehplätze), die kostensparend nur mit dem Fahrer betrieben werden konnten und eine zu Doppeldeckern vergleichbare Passagierkapazität aufwiesen. Der Bus litt anfänglich unter dem unzuverlässigen Sechszylinder-Dieselmotor V6-200 von Cummins. Der Motor bot zwar eine Leistung von 192 bhp, war jedoch ursprünglich als Schiffsantrieb entwickelt worden und litt unter den im Busbetrieb häufigen Lastwechseln. Der später ab 1968 verbaute Perkins V8-Dieselmotor erwies sich als zuverlässiger, jedoch litten die Busse nun an Problemen mit den Bremsen und der Radaufhängung. Aufgrund des wartungsaufwändigen Betriebes musterte Potteries Motor Traction Ltd (PMT) als letzter Betreiber den Roadliner bereits 1976 aus.
Daimler war vor allem im Exportgeschäft erfolgreich, der CVG5 und der CVG6 waren zwischen 1950 und 1988 der in Hongkong am meisten eingesetzte Bustyp. Die gleiche Rolle spielte der Fleetline bis 1995 in der ehemaligen britischen Kronkolonie. Aber auch auf dem Inlandsmarkt war Daimler erfolgreich, der Standardbus im London der 1970er Jahre (1970–1978) war der Fleetline, bei der London Transport Executive als Typ DMS bzw. DM genannt. Die Busse wurden sowohl mit Dieselmotoren von Gardner als auch von Leyland (O.680, später O.690) ausgerüstet. Wie im Vereinigten Königreich zur damaligen Zeit üblich, wurden die Fahrgestelle mit Aufbauten verschiedener Hersteller versehen. Daher gibt es außer der Daimler-typischen Einfassung des Kühlergrills keine Identifikationsmerkmale der bei Daimler gefertigten Busse.

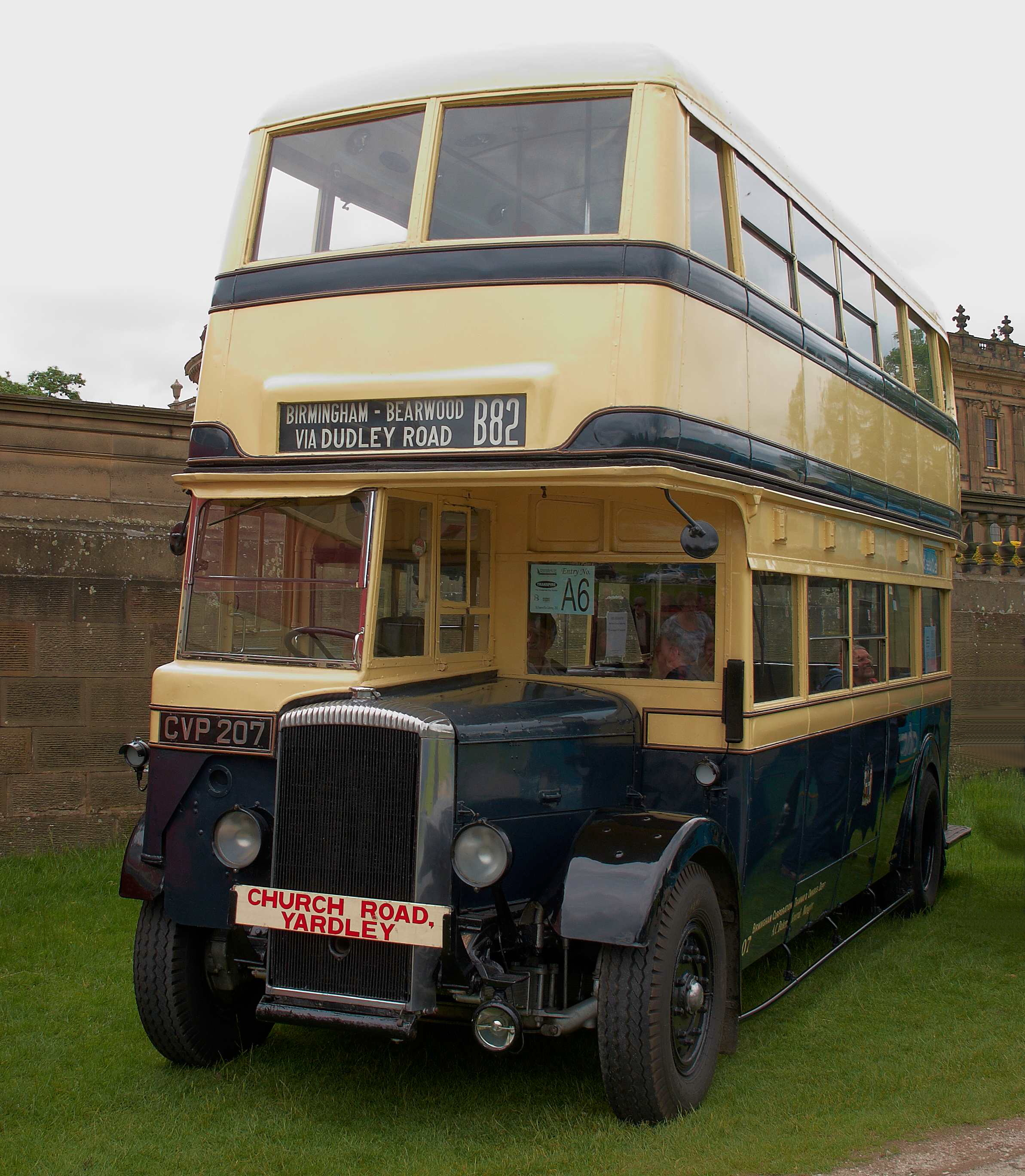
Daimler CO5 mit Aufbau von Metro Cammell
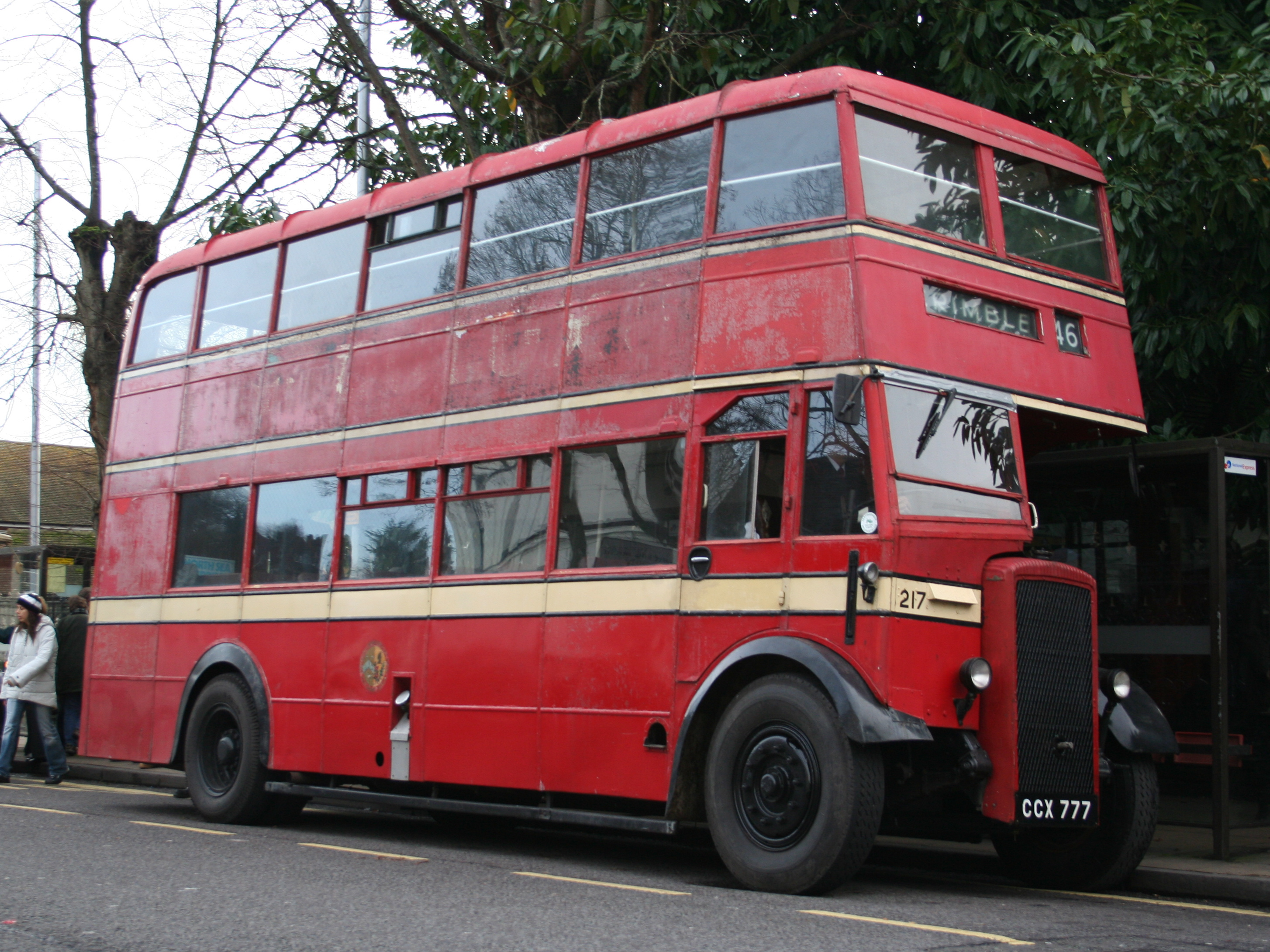
Daimler CWA6 mit Aufbau von Duple, Baujahr 1945
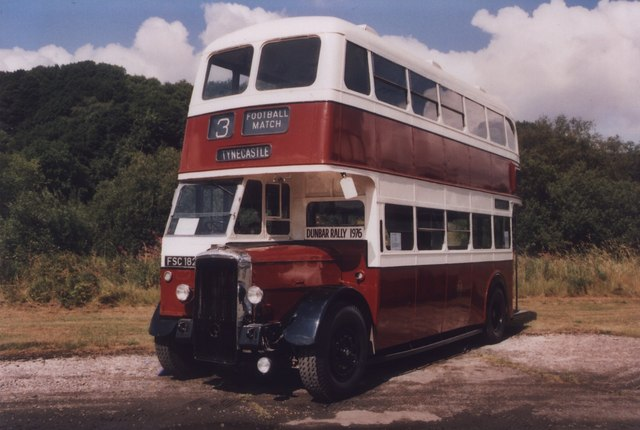
Daimler CVG6 mit Aufbau von Metro Cammell
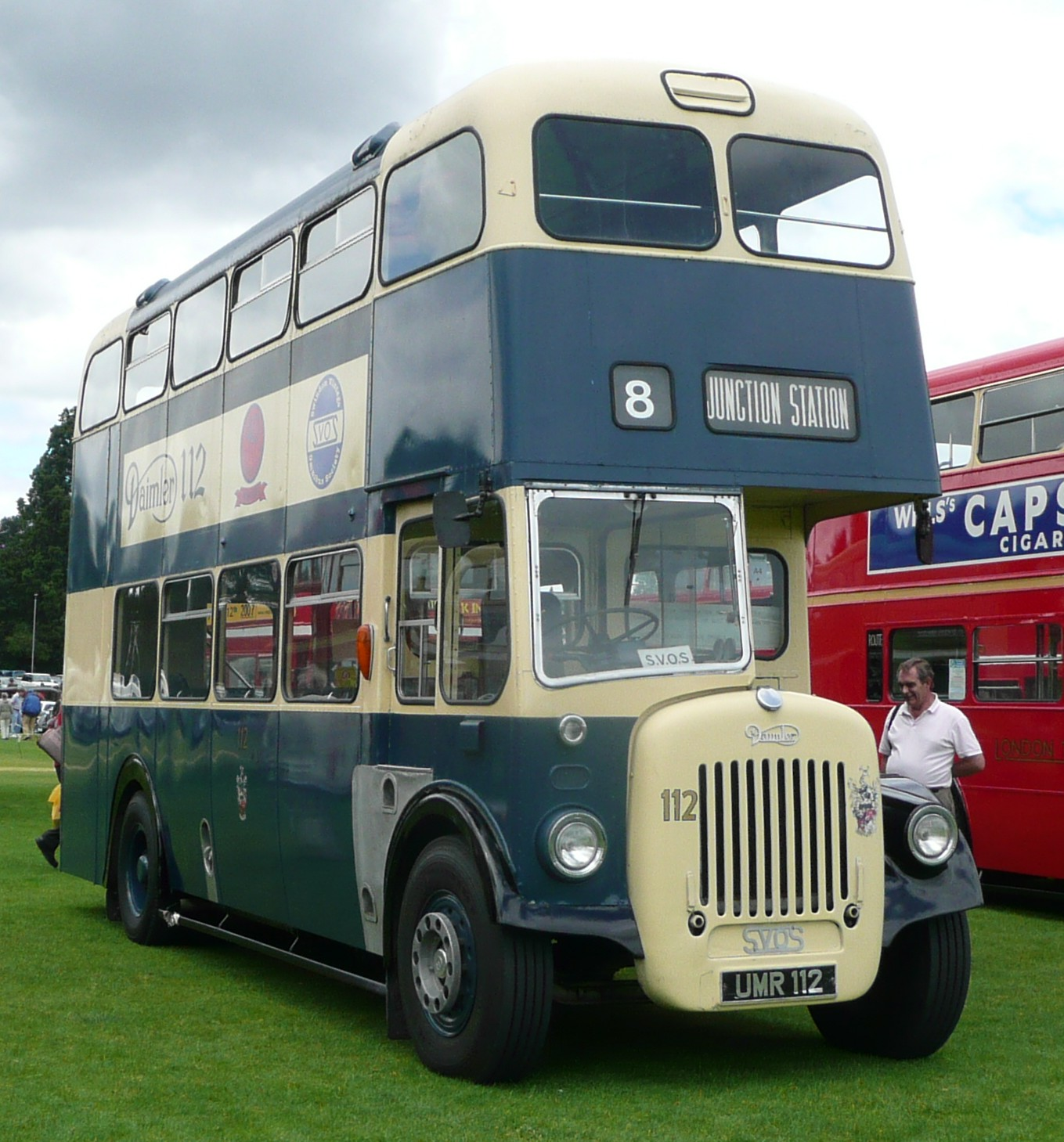
Daimler CVG6 mit Aufbau von Weymann und Motor von Gardner
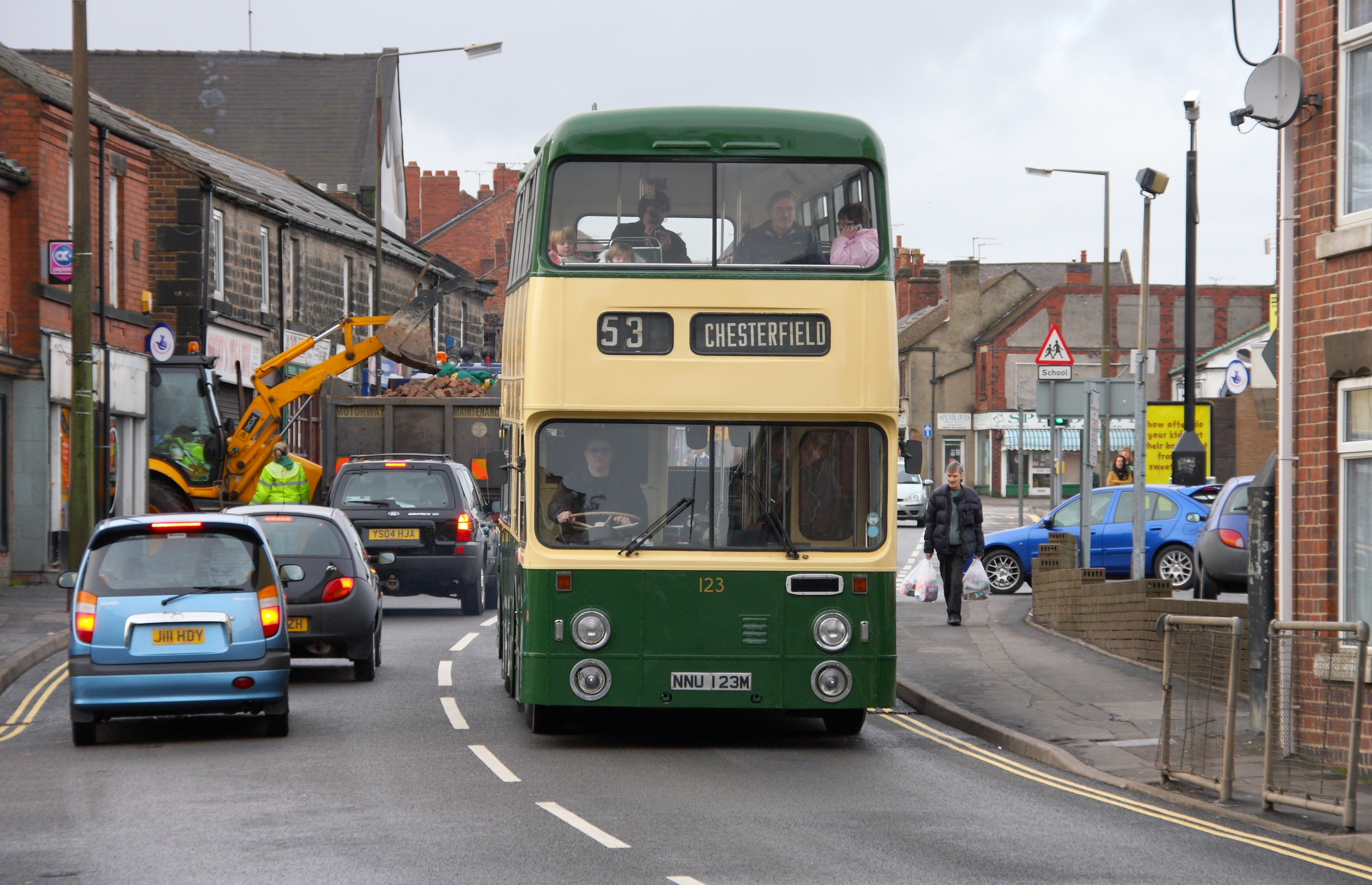
Daimler Fleetline, Baujahr 1974
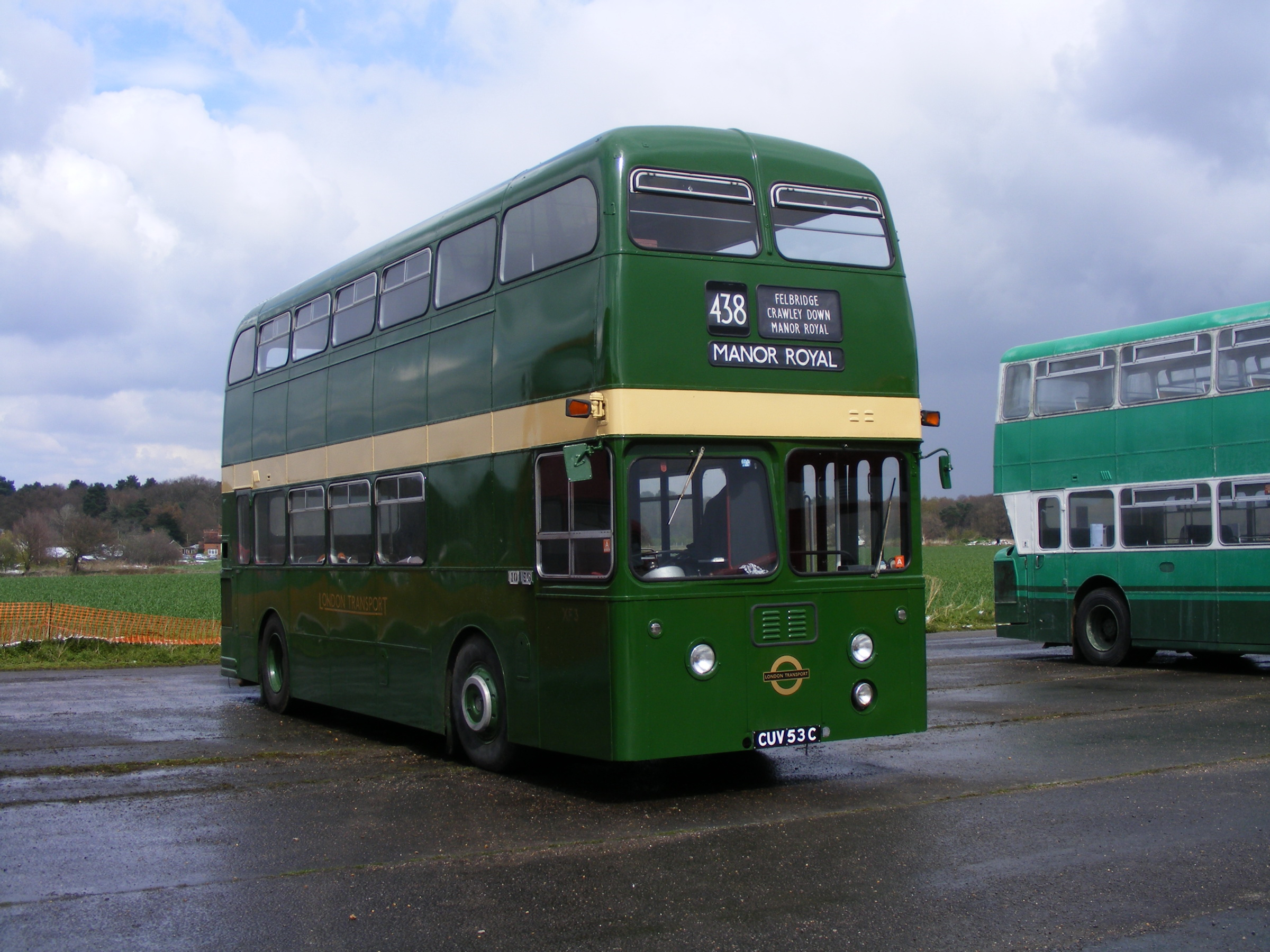
Daimler Fleetline mit Aufbau von Park Royal Vehicles, London Transport Typ XF von 1965
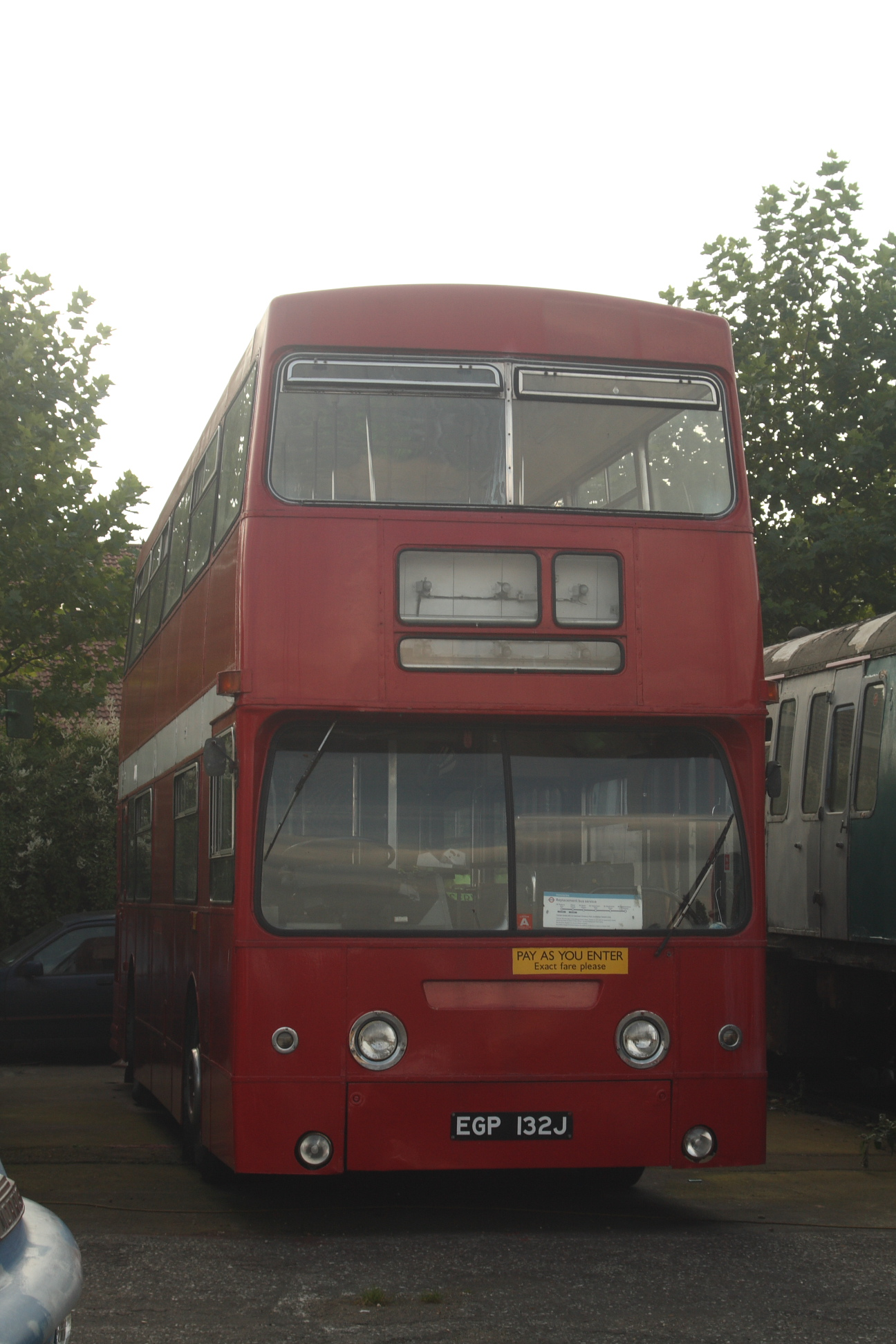
Daimler Fleetline London Transport DMS von 1970

### Bus-Modelle
| Typ                    | Motor          | Modelljahre | Ausführung                                   |
| ---------------------- | -------------- | ----------- | -------------------------------------------- |
| Daimler CO             | Frontmotor     |             | Doppeldeckerbus                              |
| Daimler CW             | Frontmotor     | 1943–1946   | Doppeldeckerbus                              |
| Daimler CV             | Frontmotor     | 1946–1972   | Doppeldeckerbus                              |
| Daimler CD             | Frontmotor     | 1947–1961   | Doppeldeckerbus                              |
| Daimler CL             | Frontmotor     | 1946–1955   | Doppeldeckerbus, leichtere Ausführung des CV |
| Daimler CR (Fleetline) | Heckmotor      | 1960–1980   | Doppeldeckerbus                              |
| Daimler Freeline       | Unterflurmotor | 1951–1964   | Eindeckerbus                                 |
| Daimler Roadliner      | Heckmotor      | 1962–1972   | Eindeckerbus                                 |

## Namensrechte
Bereits Gottlieb Daimler verkaufte die Rechte an dem Namen Daimler in Bezug auf Autos. Ab 1907 fertigte die Daimler Motor Company in Coventry Kraftfahrzeuge unter dieser Marke. Jaguar Cars, das am 29. Mai 1960 das Unternehmen übernahm, nutzte den Namen für große Chauffeurslimousinen (bis 1992) sowie für besonders luxuriös ausgestattete Versionen der Jaguar-Limousinen. Nach Übernahmen von Jaguar Ende 1989 erhielt die Ford Motor Company die Namensrechte. Im Oktober 2007 kaufte die Daimler AG Ford einen Teil der Namensrechte für 20 Millionen US-Dollar (rund 14 Millionen Euro) ab. 2008 wurden die Namensrechte an der Marke Daimler von den indischen Tata Motors übernommen. Die Vereinbarung besagt, dass die Daimler AG den Namen lediglich als Handels- oder Firmenbezeichnung nutzen darf, dauerhaft seien keine Namensrechte übertragen worden.